# Чарлз III
Вижте пояснителната страница за други личности с името Чарлз III.
Принц Чарлз пренасочва насам.  За други употреби на това име вижте Принц Чарлз (пояснение).
Чарлз III (на английски: Charles III), пълно име Чарлз Филип Артър Джордж (на английски: Charles Philip Arthur George;), е крал и държавен глава на Обединеното кралство Великобритания и Северна Ирландия и на 14 други кралства от Общността на нациите. След смъртта на майка си, кралица Елизабет II, на 8 септември 2022 г. той става крал и е официално обявен за такъв на 10 септември 2022 г. Като херцог на Корнуол и херцог на Ротси от 1952 г. до възкачването си на трона е най-възрастният и най-дълго чакалият престолонаследник в британската история, както и най-дълго носилият титлата принц на Уелс – от 26 юли 1958 г. до 8 септември 2022 г. При възкачването си на трона 73-годишният Чарлз е най-възрастният човек, заел британския трон – рекорд, дотогава държан от Уилям IV, който се възкачва на престола през 1830 г. на 64 години.
Чарлз III е роден в Бъкингамския дворец като първороден син на майка му и съпруга ѝ Филип, херцог на Единбург. Той е първият внук на крал Джордж VI и неговата съпруга кралица Елизабет. Получава образование в училищата Чийм (Ашфорд Хил уид Хедли, Хампшър) и Гордънстаун (Мъри, Шотландия), и двете от които баща му посещава като дете. По-късно прекарва една година в кампуса Тимбъртоп на Училище „Гийлонг“ (Виктория, Австралия). 
След като получава бакалавърска степен по изкуства от Кеймбриджкия университет, Чарлз служи в Кралските военновъздушни сили и в Кралските военноморски сили от 1971 до 1976 г. През 1981 г. се жени за лейди Даяна Спенсър, от която има двама синове - принц Уилям (престолонаследник) и принц Хари. През 1996 г. двойката се развежда. През 2005 г. се жени за дългогодишната си партньорка Камила Паркър-Боулс.
Като принц на Уелс Чарлз поема официални задължения от името на Елизабет II. Той основава младежката благотворителна организация „Тръст на принца“ през 1976 г., спонсорира НПО „Благотворителни организации на принца“ и е патрон, президент или член на над 400 други благотворителни организации. Той се застъпва за опазването на историческите сгради и значението на архитектурата в обществото. Критик на модернистичната архитектура, Чарлз работи върху създаването на Паундбъри, експериментален нов град, базиран на неговите архитектурни вкусове. Освен това е автор или съавтор на редица книги.
Еколог, Чарлз III подкрепя биоземеделието и действията за предотвратяване на глобалното затопляне по време на времето си като управител на имотите на Херцогство Корнуол, което му печели награди и признание от екологични групи. Той също така е виден критик на приема на генетично модифицирани храни. Подкрепата на Чарлз за хомеопатията и друга алтернативна медицина е обект на критики. След обвиненията относно предлагането на британско гражданство на дарители, поведението на една от неговите благотворителни организации, Фондацията на Принца, привлича критики; в момента благотворителната организация е обект на текущо разследване от Метрополната полиция по обвинения за пари срещу почести.

## Детство, семейство и образование
Чарлз е роден в Бъкингамския дворец в 21:14 часа на 14 ноември 1948 г. по време на управлението на неговия дядо по майчина линия Джордж VI, като първо дете на принцеса Елизабет, херцогиня на Единбург, и Филип, херцог на Единбург. Той е кръстен там като Чарлз Филип Артър Джордж от архиепископа на Кентърбъри Джефри Фишър на 15 декември 1948 г. Смъртта на дядо му и възкачването на майка му на трона като кралица Елизабет II през 1952 г. прави Чарлз престолонаследник. Като най-голям син на монарха той автоматично приема титлите на херцог на Корнуол, херцог на Ротси, граф на Карик, барон на Ренфру, лорд на островите и принц и велик стюард на Шотландия. Чарлз присъства на коронацията на майка си в Уестминстърското абатство на 2 юни 1953 г.
Както е обичайно за децата от висшата класа по това време, гувернантка, в случая Катрин Пийбълс, е назначена да отговаря за ранното образование в Бъкингамския дворец за Чарлз и по-малките му братя и сестри Ан, Андрю и Едуард. Бъкингамският дворец обявява през 1955 г., че Чарлз ще посещава училище, вместо да има частен учител, което го прави първия наследник, обучен по този начин. На 7 ноември 1956 г. Чарлз започва да посещава училище „Хил Хаус“ в Западен Лондон. Той не получава преференциално отношение от основателя и директора на училището Стюарт Тауненд, който съветва кралицата Чарлз да тренира футбол, защото момчетата никога не са били почтителни към никого на футболното игрище. След това Чарлз посещава две от бившите училища на баща си: Чийм в Бъркшър, Англия, от 1958 г., последвано от Гордънстаун в североизточната част на Шотландия, започвайки там през април 1962 г.
В неговата официална биография от 1994 г. от Джонатан Димбълби Елизабет и Филип са описани като физически и емоционално отдалечени родители, като Филип е обвиняван за пренебрежението си към чувствителната природа на Чарлз и за това, че го е принудил да посещава Гордънстаун, където е тормозен. Въпреки че според съобщенията Чарлз описва Гордънстаун, известен със своята особено строга учебна програма, като „Колдиц в килт“, той впоследствие го хвали, като заявява, че го е научил „на много неща за мен самия и собствените ми способности и затруднения. Научи ме да приемам предизвикателствата и да поемам инициативата.“ В интервю от 1975 г. той казва, че се радва, че е учил в Гордънстаун и че строгостта на мястото е доста преувеличена. Той прекарва два срока през 1966 г. в кампуса Тимбъртоп на Училище „Гийлонг“ във Виктория, Австралия, през което време посещава Папуа Нова Гвинея на училищна екскурзия със своя учител по история Майкъл Колинс Пърс. През 1973 г. Чарлз описва времето си в Тимбъртоп като най-приятната част от цялото си образование. След завръщането си в Гордънстаун Чарлз подражава на баща си, като става училищен капитан. Той завършва през 1967 г. с шест GCE O-нива (днешно GCSE – академична квалификация по конкретен предмет за завършване на средно образование) и две A-нива (квалификация по предмет, предоставена като част от GCSE) по история и френски, съответно с оценки B (петица) и C (четворка). За ранното си образование Чарлз по-късно отбелязва: „Не обичах особено да ходя на училище, а най-много предпочитах да си стоя вкъщи.“

Чарлз нарушава кралската традиция за втори път, когато продължава направо в университета след своите A-нива, вместо да се присъедини към Британските въоръжени сили. През октомври 1967 г. е приет в Колеж „Тринити“, Кеймбридж, където следва Археология и Антропология за първата част на бакалавърската си степен, а след това История за втората част. През втората си година Чарлз посещава Университетския колеж на Уелс в Абъристуит, изучавайки уелски история и език за един семестър. Той завършва Кеймбриджкия университет със степен „Бакалавър по изкуства“ (BA) на 23 юни 1970 г. и е първият британски престолонаследник, който получава университетска степен. На 2 август 1975 г. той получава магистърска степен по изкуства от Кеймбридж. В Кеймбридж „Магистър по изкуства“ е академично звание, а не следдипломна степен.
- херцог Филип (1921 – 2021), баща
- кралица Елизабет II (1926 – 2022) – майка
- Принц Андрю Гръцки и Датски (1882 – 1944) – дядо по бащина линия
- принцеса Алис Батемберг (1885 – 1969) – баба по бащина линия
- крал Джордж VI (1895 – 1952) – дядо по майчина линия
- Кралица Елизабет (1900 – 2002) – баба по майчина линия
- принцеса Ан (1950) – сестра
- принц Андрю (1960) – брат
- принц Едуард (1964) – брат

## Принц на Уелс

### Начални години
Чарлз е обявен за принц на Уелс и граф на Честър на 26 юли 1958 г., въпреки че инвеститурата му не е направена до 1 юли 1969 г., когато е коронясан от майка си на телевизионна церемония в замъка Карнарвън. Той заема мястото си в Камарата на лордовете през 1970 г. и изнася първата си реч през юни 1974 г. като първият кралски член, който говори от залата след бъдещия Едуард VII през 1884 г. Той говори отново през 1975 г.
Чарлз започва да поема повече обществени задължения, като основава благотворителната организация Тръст на Принца (Prince's Trust ) през 1976 г., подкрепяща безработни на възраст от 11 до 30 г., както и ученици със затруднения в училище, изложени на риск от изключване. Той също така пътува до Съединените щати през 1981 г. В средата на 70-те години проявява интерес да служи като Генерален губернатор на Австралия по предложение на австралийския министър-председател Малкълм Фрейзър, но поради липса на обществен ентусиазъм това не се реализира. По този повод Чарлз коментира: „И така, какво трябва да си помислите, когато сте готови да направите нещо, за да помогнете, и просто ви кажат, че не сте желан?“

### Военно обучение и кариера
Чарлз служи в Кралските военновъздушни сили и, следвайки стъпките на баща си, дядо си и на двама от своите прадядовци – в Кралските военноморски сили. 
По време на втората си година в Кеймбридж той поисква и получава обучение в Кралските военновъздушни сили, като се научава да управлява самолет Чипмънк (de Havilland Canada DHC-1 Chipmunk) с въздушната ескадрила на Кеймбриджкия университет. На 8 март 1971 г. лети сам до Кралския военновъздушен колеж „Крануел“ (Линкълншър, Англия), за да се обучава като пилот на реактивен самолет.
След заключителния парад за завършващи през септември той стартира кариера във Военноморския флот и се записва в 6-седмичен курс в Кралския военноморски колеж „Дартмут“ (Дартмут, Девън, Англия). След това служи на ракетния разрушител HMS Норфолк (1971–1972) и на фрегатите HMS Минерва (1972–1973) и HMS Юпитер (1974). През 1974 г. получава квалификация като пилот на хеликоптер в RNAS Йоувилтън (летище на Кралския флот и Британската армия на няколко мили северно от град Йоувил, Съмърсет). След това се присъединява към 845 Морска въздушна ескадрила, действаща на британския самолетоносач HMS Хермес.
Той се отказва да лети след аварийно кацане на BAe 146 в Айлъ (Хебридски острови) през 1994 г., за което екипажът е обвинен в небрежност от анкетна комисия.
На 9 февруари 1976 г. Чарлз поема командването на крайбрежния минен ловец HMS Бронингтън за последните му десет месеца активна служба във флота.

### Официални задължения
През 2008 г. в. „Дейли Телеграф“ описва Чарлз като „най-трудолюбивия член на кралското семейство“. Той има 560 официални ангажимента през 2008 г., 499 през 2010 г. и над 600 през 2011 г.
През 1965 г. Чарлз предприема първия си публичен ангажимент, като посещава студентско градинско парти в двореца Холирудхаус. По време на времето си като принц на Уелс той поема официалните задължения от името на кралицата,изпълнявайки 10 934 ангажимента между 2002 г. и 2022 г. Той е длъжностно лице при инвеститурите и присъства на погребенията на чуждестранни високопоставени лица. Прави редовни обиколки на Уелс, изпълнявайки едноседмични ангажименти всяко лято и посещавайки важни национални събития като откриването на сградата Сенед в Кардиф, помещаваща залата за дебати и три зали на комисии на Сенед (Уелския парламент). Шестимата попечители на благотворителната организация Тръст на Кралската колекция (Royal Collection Trust), занимаваща се с Кралската художествена колекция, се срещат три пъти годишно под негово председателство.

През 1970 г. Чарлз посещава Бермудските острови, за да отбележи 350-ата годишнина на парламента им. В речта си пред парламента и позовавайки се на действията на Чарлз I, той казва: „Имайки предвид, че аз съм първият Чарлз, който има нещо общо с парламент от 350 години насам, може да съм станал гаден и да ви разпусна“. Чарлз също представлява кралицата на празненствата за независимост на Фиджи през 1970 г., Бахамските острови през 1973 г., Папуа Нова Гвинея през 1975 г., Зимбабве през 1980 г. и Бруней през 1984 г.
През 1983 г. Кристофър Джон Луис, който стреля с пушка .22 LR по кралицата през 1981 г., се опитва да избяга от психиатрична болница, за да убие Чарлз, който е на посещение в Нова Зеландия със съпругата си Даяна и сина им Уилям. През януари 1994 г., докато Чарлз е на посещение в Австралия на Деня на Австралия, Дейвид Канг изстрелва по него два изстрела от пистолет в знак на протест срещу отношението към няколкостотин камбоджански кандидати за убежище, държани в лагери за задържане.
През 1995 г. Чарлз става първият член на кралското семейство, посетил Република Ирландия като официално лице. През 1997 г. той представлява кралицата на церемонията по предаването в Хонконг на Китай. На церемонията той чете посланието ѝ до жителите на Хонконг, в което се казва: „Великобритания е част от историята на Хонконг и Хонконг е част от историята на Великобритания. Ние също сме част от  всеобщото ни бъдеще"
През 2000 г. Чарлз възражда традицията Принцът на Уелс да има официален арфист, за да насърчи уелския талант да се свири на aрфа – националния инструмент на Уелс. Той и херцогинята на Корнуол също така прекарват една седмица всяка година в Шотландия, където е патрон на няколко шотландски организации.
Неговата служба в Канадските въоръжени сили му позволява да бъде информиран за дейностите на войските и да посещава тези войски, докато е в Канада или в чужбина, като участва в церемонии. Например през 2001 г. той поставя специално поръчан венец, направен от растителност, взета от френските бойни полета, на канадската гробница на Незнайния войн, а през 1981 г. става патрон на Канадския музей на наследството на военните самолети.
На погребението на папа Йоан Павел II през 2005 г. Чарлз неволно предизвиква полемика, когато се ръкува с Робърт Мугабе, президент на Зимбабве, който седи до него. Впоследствие офисът на Чарлз публикува изявление, в което се казва: „Принцът на Уелс бе изненадан и не беше в състояние да избегне ръкостискането на г-н Мугабе. Принцът намира настоящия режим в Зимбабве за отвратителен. Той е подкрепял Фонда за отбрана и помощ на Зимбабве, който работи с онези, които са потиснати от режима. Принцът наскоро се срещна и с Пайъс Нкубе, архиепископ на Булавейо, отявлен критик на правителството.”
През ноември 2001 г. Чарлз е ударен в лицето с три червени карамфила от тийнейджърката Алина Лебедева, докато е на официално посещение в Латвия като протест срещу убийството на цивилни по време на войната в Афганистан. 
През 2010 г. Чарлз представлява кралицата на церемонията по откриването на Игрите на Британската общност през 2010 г. в Делхи, Индия. Той присъства на официални събития в Обединеното кралство в подкрепа на страните от Британската общност, като мемориалната служба за земетресението в Крайстчърч в Уестминстърското абатство през 2011 г. От 15 до 17 ноември 2013 г. представлява кралицата за първи път на среща на правителствените ръководители на Британската общност в Коломбо, Шри Ланка.
През 2013 г. Чарлз дарява неуточнена сума пари на Британския Червен кръст - апел за кризата в Сирия и на DEC Сирия, който се ръководи от 14 британски благотворителни организации за подпомагане на жертвите на гражданската война в Сирия. Според в. „Гардиън“ се смята, че след като навършва 65 г. през 2013 г., Чарлз дарява държавната си пенсия на неназована благотворителна организация,  подкрепяща възрастни хора. През март 2014 г. той организира 5 млн. ваксинации срещу морбили-рубеола за деца във Филипините при избухването на епидемията от морбили в Югоизточна Азия. Според Кларънс Хаус Чарлз е засегнат от новината за щетите, причинени от тайфуна Йоланда през 2013 г. Международните здравни партньори, на които той е патрон от 2004 г., изпращат ваксините, за които се смята, че ще предпазят 5 млн. деца под 5-годишна възраст от морбили.
Писма, изпратени от Чарлз до правителствени министри през 2004 г. и 2005 г. – т. нар. „бележки Черен паяк“ (на англ. black spider memos), представляват потенциално смущение след предизвикателството от страна на в. „Гардиън“ да публикува писмата съгласно Закона за свободата на информацията от 2000 г. През март 2015 г. Върховният съд на Обединеното кралство решaва, че писмата на Чарлз трябва да бъдат публикувани. Писмата са публикувани от Офиса на кабинета на 13 май 2015 г. Реакцията на бележките след публикуването им е до голяма степен в подкрепа на Чарлз, с малко критики към него. Бележките са описани по различни начини в пресата като „неубедителни“ и „безобидни“ и че тяхното публикуване има „обратен ефект върху онези, които се стремят да го омаловажат“, с реакция от страна на обществеността, също в подкрепа. През 2015 г. е разкрито, че Чарлз е имал достъп до поверителни документи на кабинета на Обединеното кралство.
Принц Чарлз и Камила правят първото си съвместно пътуване до Република Ирландия през май 2015 г. Британското посолство определя пътуването като важна стъпка в „насърчаването на мира и помирението“. По време на пътуването Чарлз се ръкува с Шин Фейн и предполагаемия лидер на ИРА Джери Адамс в Голуей, което е описано от медиите като „историческо ръкостискане“ и „важен момент за англо-ирландските отношения“. В навечерието на посещението на Чарлз двама ирландски републикански дисиденти са арестувани за планиране на бомбен атентат. Пластичен експлозив и ракети са открити в дома в Дъблин на заподозрения Доналд О'Кошдела, член на самозваната организация Огли на Хейдън (Óglaigh na hÉireann), който по-късно е осъден на 5,5 г. затвор. Той е свързан с ветерана републиканец Шеймъс Макгрейн от окръг Лаут, член на Истинската ИРА, който е вкаран в затвора за 11,5 г.
Чарлз прави чести посещения в Саудитска Арабия, за да насърчи износа на оръжие за компании като Би Ей И Систъмс. През 2013, 2014, и 2015 той се среща с командващия Националната гвардия на Саудитска Арабия Мутаиб бин Абдула. През февруари 2014 г. участва в традиционен танц с мечове с членове на саудитското кралско семейство на фестивала „Джанария“ в Рияд. На същия фестивал британската оръжейна компания Би Ей И Систъмс е почетена от принц Салман бин Абдулазиз. Чарлз е критикуван от шотландската депутатка Маргарет Ферие през 2016 г. за ролята му в продажбата на изтребители Тайфун на Саудитска Арабия. Според биографката на Чарлз Катрин Майер, журналистка от сп. „Тайм“, който твърди, че е интервюирала няколко източника от близкия кръг на Чарлз, той „не обича да бъде използван за продажба на оръжия“ в сделки със Саудитска Арабия и други арабски държави от Персийския залив. Според Майер Чарлз само е повдигнал възраженията си срещу използването му за продажба на оръжия в чужбина насаме. Ръководителите на правителствата на Британската общност решават на срещата си през 2018 г. Чарлз да бъде следващият глава на Британската общност след кралицата. Главата е избрана и следователно не е наследствена.
На 7 март 2019 г. кралицата е домакин на събитие в Бъкингамския дворец, за да отбележи 50-годишнината от инвеститурата на Чарлз като принц на Уелс. Сред гостите на събитието са херцогинята на Корнуол, херцогът и херцогинята на Кеймбридж, херцогът и херцогинята на Съсекс, министър-председателят Тереза Мей и премиерът на Уелс Марк Дрейкфорд. Същия месец, по искане на британското правителство, Чарлз и Камила заминават на официално турне в Куба, което ги прави първите британски кралски особи, посетили страната. Обиколката се разглежда като опит за създаване на по-близки отношения между Обединеното кралство и Куба.
През януари 2020 г. Чарлз става първият британски патрон на Международния спасителен комитет – благотворителна организация, която има за цел да помага на бежанци и хора, разселени от война, преследване или природни бедствия. През април 2021 г. и след скока на случаите на COVID-19 в Индия, Чарлз излиза с изявление, обявявайки стартирането на спешен призив за Индия от Британския азиатски тръст, на който е основател. Призивът, наречен „Кислород за Индия“, помага за закупуването на кислородни концентратори за болници в нужда.

През октомври 2020 г. писмо, изпратено от Чарлз до генерал-губернатора на Австралия сър Джон Кер след освобождаването от поста през 1975 г. на австралийския министър-председател Гоф Уитлам, е публикувано като част от колекцията от дворцови писма относно австралийската конституционна криза от 1975 г. В писмото Чарлз изглежда подкрепя решението на Кер, като пише, че това, което Кер „направи миналата година, е правилно и смело нещо – и повечето австралийци изглежда подкрепят вашето решение, когато се стигне до точката“, добавяйки, че трябва да не се притеснява от „демонстрации и глупости“, възникнали след неговото решение.
През ноември 2021 г. Чарлз присъства на церемониите, проведени за отбелязване на прехода на Барбадос към парламентарна република, която отстранява кралицата като държавен глава на Барбадос. Чарлз е поканен от министър-председателя Мия Мотли като бъдещ глава на Британската общност и това е първият път, когато член на кралското семейство присъства на прехода на кралство към република.
На 10 февруари 2022 г. е обявено, че Чарлз е дал положителна проба за COVID-19 за втори път и се самоизолира. Съпругата му по-късно също дава положителна проба, последвана от кралица Елизабет II 10 дни след втората диагноза на Чарлз. Чарлз и съпругата му получaват дози от ваксина срещу COVID-19 през февруари 2021 г.
През май 2022 г. Чарлз присъства на официалното откриване на парламента и произнася речта на кралицата от името на майка си като държавен съветник за първи път.
През юни 2022 г. в. „Таймс“ съобщава, че той е описал в личен разговор Плана за убежище на Руанда на правителството на Обединеното кралство като „ужасяващ“ и се е опасявал, че той ще засенчи срещата на правителствените ръководители на Британската общност през юни в Руанда, където Чарлз представлява кралицата. Планът е имиграционна политика, предложена за първи път от британското правителство, при която лица, идентифицирани от Обединеното кралство като нелегални имигранти или търсещи убежище, ще бъдат местени в Руанда за обработка, убежище и презаселване. Тези, които успеят да поискат убежище, ще останат в Руанда и няма да им бъде разрешено да се върнат в Обединеното кралство. По-късно е съобщено, че министрите от кабинета са предупредили Чарлз да избягва политически коментари, тъй като се страхуват, че може да възникне конституционна криза, ако той продължи да прави подобни изявления, след като стане крал.

### Филантропия и благотворителност
От основаването на благотворителната организация Тръст на Принца (The Prince's Trust) през 1976 г. Чарлз създава още 16 благотворителни организации и е президент на всички тях. Заедно те образуват хлабав съюз, наречен Благотворителни организации на Принца на Уелс (The Prince's of Wales Charities), който се описва като „най-голямото благотворително начинание с множество каузи в Обединеното кралство, набиращо над 100 милиона паунда годишно... [и] активно в широк спектър от области, включително образование и млади хора, устойчивост на околната среда, застроена среда, отговорен бизнес и предприемачество и международни [дейности].“
През 2010 г. Благотворителни организации на принца Канада (Prince's Charities Canada) е създадена по подобен начин на своя съименник в Обединеното кралство. Чарлз е патрон и на над 400 други благотворителни организации. Той използва обиколките си в Канада като начин да привлече вниманието към младежите, хората с увреждания, околната среда, изкуствата, медицината, възрастните хора, опазването на наследството и образованието. В Канада Чарлз подкрепя хуманитарни проекти. Заедно с двамата си синове той участва в церемониите, които отбелязват Международния ден за премахване на расовата дискриминация през 1998 г. Чарлз също е създател на Благотворителни организации на принца на Австралия, която е базирана в Мелбърн и трябва да осигури координиращо присъствие за австралийските и международните благотворителни инициативи на Чарлз.
Чарлз е един от първите световни лидери, които изразяват силна загриженост относно досиетата с човешките права на румънския диктатор Николае Чаушеску, инициирайки възражения на международната сцена, и впоследствие подкрепя фондация FARA – благотворителна организация за румънски сираци и изоставени деца.

### Възгледи за архитектурата
Чарлз открито изразява възгледите си относно архитектурата и градоустройството. Той насърчава напредъка на Новата класическа архитектура и заявява, че „се интересува дълбоко от въпроси като околната среда, архитектурата, обновяването на градските центрове и качеството на живот."  В реч, изнесена за 150-годишнината на Кралския институт на британските архитекти (RIBA) на 30 май 1984 г., той описва предложеното разширение на Националната галерия в Лондон като „чудовищен тумор върху лицето на много обичан приятел“ и осъжда „стъклените пънове и бетонните кули“ на съвременната архитектура. Той твърди, че „е възможно и важно от човешка гледна точка да се уважават старите сгради, градоустройствените планове и традиционните мащаби и в същото време да не се чувстваме виновни за предпочитанията към фасади, орнаменти и меки материали“, призовава за участие на местната общност в архитектурните решения и пита: „Защо не можем да имаме тези извивки и арки, които изразяват усещане за дизайн? Какво не е наред с тях? Защо всичко трябва да е вертикално, право, неогъващо се, само под прав ъгъл и функционално?“
Неговата книга и документален филм на Би Би Си „Визия за Британия“ (A Vision of Britain) (1987) също са критични към модерната архитектура и въпреки критиките в пресата той продължава да води кампания за традиционен урбанизъм, човешки мащаб, реставрация на историческите сгради и устойчив дизайн. Две от неговите благотворителни организации: Тръст на принца за възстановяване (The Prince's Regeneration Trust) и Фондация на принца за застроена общност (Prince's Foundation for Building Community), впоследствие обединени в една благотворителна организация, популяризират неговите възгледи: експерименталното селище Паундбъри в западните покрайнини на Дорчестър (Графство Дорсет, Англия) е построено върху земя, собственост на Херцогство Корнуол по генерален план на Леон Криер под ръководството на Чарлз и според неговите разбирания.
Чарлз помага за създаването на национален тръст за застроена среда в Канада, след като през 1996 г. се оплаква от необузданото унищожаване на много от историческите градски ядра на страната. Той предлага своята помощ на Министерството на канадското наследство при създаването на тръст, моделиран по Националния тръст на Великобритания – план, който е приложен с приемането на канадския федерален бюджет за 2007 г. През 1999 г. Чарлз се съгласява титлата му да фигурира в Наградата на принца на Уелс за лидерство в опазване на наследството. Наградата се присъжда от фондацията „Наследство Канада“ (Heritage Canada) на общински управи, показали постоянен ангажимент към опазването на историческите места. Докато посещава Съединените щати и се запознава с щетите, причинени от урагана Катрина, Чарлз получава Награда „Винсент Скъли“ на Националния строителен музей през 2005 г. за усилията си по отношение на архитектурата; той дарява 25 хил. долара от паричната награда за възстановяване на общности, пострадали от бурята.
От 1997 г. Чарлз посещава Румъния, за да привлече вниманието към унищожаването на православни манастири и трансилвански саксонски села по време на комунистическото управление на Николае Чаушеску. Чарлз е патрон на тръста Михай Еминеску – румънска организация за опазване и регенерация, и си купува къща в Румъния. Историкът Том Галахър пише в румънския вестник România Liberă през 2006 г., че румънският трон е бил предложен на Чарлз от местни монархисти, което той отхвърлил, но Бъкингамският дворец опровергава съобщенията.
Чарлз също има задълбочено разбиране за ислямското изкуство и архитектура и участва в изграждането на сграда и градина в Оксфордския център за ислямски изследвания, които съчетават ислямски и оксфордски архитектурни стилове.
Чарлз понякога се намесва в проекти, които използват архитектурни стилове като модернизъм и функционализъм.  През 2009 г. Чарлз пише до катарското кралско семейство – разработчиците на мястото на Казарма „Челси“ (Уестминстър), като определя дизайна на лорд Ричард Роджърс за обекта като „неподходящ“. Впоследствие Роджърс е отстранен от проекта и Фондацията на принца за изградена среда е назначена да предложи алтернатива. Роджърс твърди, че принцът се е намесил също, за да блокира проектите му за Кралската опера и за площад „Патерностер“ и осъжда действията на Чарлз като „злоупотреба с властта“ и „противоконституционни“. Известните архитекти Лорд Фостър, Заха Хадид, Жак Херцог, Жан Нувел, Ренцо Пиано и Франк Гери, наред с други, пишат отворено писмо до в. „Сънди Таймс“, оплаквайки се, че личните коментари на принца и задкулисното лобиране подкопават „открития и демократичен процес на планиране“. Пиърс Гоф и други осъждат възгледите на Чарлз като „елитарни“ в писмо, което насърчава колегите да бойкотират речта, изнесена от него пред RIBA през 2009 г. Си Пи Си Груп – разработчикът на проекта завежда дело срещу Катари Диар във Върховния съд, който определя намесата на Чарлз като „нежелана“. След приключването на случая Си Пи Си Груп се извинява на Чарлз „за всяко нарушение, причинено от решението за започване на съдебен процес срещу Катари Диар и твърденията, направени от Си Пи Си по време на производството".
През 2010 г. Фондацията на принца за изградена среда решава да помогне за реконструкцията и препроектирането на сгради в Порт о Пренс (Хаити), след като столицата е разрушена от земетресението в Хаити през 2010 г. Фондацията е известна с обновяването на исторически сгради в Кабул (Афганистан) и Кингстън (Ямайка). Проектът е наречен „най-голямото предизвикателство досега“ за фондацията.
За работата си като патрон на Новата класическа архитектура през 2012 г. Чарлз получава Награда за архитектура „Дрихаус“ за меценатство. Наградата, присъдена от частния католически Университет Нотр Дам (Нотър Дейм, Индиана), се счита за най-високото отличие за Нова класическа архитектура и градско планиране.

### Почести от търговски съдружия
Почитаемата компания на дърводелците (The Worshipful Company of Carpenters) – една т 1001-те стари професионални организации и гилдии на Лондон обявява Чарлз за почетен член „като признание за интереса му към архитектурата на Лондон“. Чарлз е също така постоянен майстор на Почитаемата компания на корабостроителите, фрийман на Почитаемата компания на текстилните търговци, Почетен фрийман на Почитаемата компания на музикантите, почетен член на Двора на асистентите на Почитаемата компания на златарите и Кралски член на Почитаемата компания на градинарите.

### Околна среда
От 70-те години на XX век Чарлз насърчава осведомеността за околната среда. На 21-годишна възраст той изнася първата си реч по проблемите на околната среда в Обединеното кралство в качеството си на председател на Комитета по провинцията на Уелс. За да намали въглеродния отпечатък, той използва бойлери за биомаса за отопление на Бъркхол, където кара да инсталират и водноелектрическа турбина в реката до имението. Той използва слънчеви панели в Кларънс Хаус и в Хайгрoув Хаус и освен че използва електрически автомобили в имотите си, кара своя Астон Мартин DB6 с E85. Страстен градинар, Чарлз подчертава важността на разговора с растенията, заявявайки, че „с удоволствие говоря с растенията и дърветата и ги слушам. Мисля, че е изключително важно.“
След като се мести в Хайгрoув Хаус (Глостършър), Чарлз проявява интерес към биоземеделието, което достига кулминация през 1990 г. със стартирането на собствената му органична марка Дъчи Ориджиналс (дн. Waitrose Duchy Organic), която продава повече от 200 различни устойчиво произведени продукта, от храна до градински мебели; печалбите (над 6 млн. паунда към 2010 г.) са дарени на благотворителните организации на принца.  Документирайки работата в имението си, Чарлз е съавтор (с Чарлз Клоувър, редактор по околната среда на в. „Дейли Телеграф“) на „Хайгрoув: Експеримент в органичното градинарство и земеделие“ (Highgrove: An Experiment in Organic Gardening and Farming), излязла през 1993 г., и предлага патронажа си на благотворителната организация Гардън Органик. По същия начин Чарлз се занимава със земеделие и различни индустрии в него, като редовно се среща с фермери, за да обсъжда търговията им. Въпреки че епидемията от шап в Англия през 2001 г. попречва на Чарлз да посети органични ферми в канадската провинция Саскачеван, той се среща с фермерите в кметството на Асинибоя. 
През 2004 г. той стартира кампанията „Овнешки ренесанс“ (Mutton Renaissance) – кампания за връщане на висококачественото овнешко месо в менюто на британците, като същевременно помага на британските овцевъди да намерят пазар за по-старите си животни. Неговото органично земеделие привлича медийната критика: според в. „Индипендънт“ от октомври 2006 г. „историята на Дъчи Ориджиналс включва компромиси и етични пропуски, обвързани с решителна програма за мърчандайзинга."
Виден критик на практиката, Чарлз III също говори против използването на ГМО и в писмо до министър-председателя Тони Блеър през 1998 г. критикува разработването на генетично модифицирани храни. Той повтаря същите нагласи през 2008 г., твърдейки, че наличието на „една форма на умно генно инженерство след друга тогава… гарантирано ще причини най-голямата екологична катастрофа на всички времена“.
През 2007 г. той получава десетата годишна „Глобална награда за екологичен гражданин“ от Центъра за здравеопазване и глобална околна среда на Харвардското медицинско училище, чийто директор, Ерик Чивиан, заявява: „В продължение на десетилетия принцът на Уелс е шампион на естествения свят... Той е световен лидер в усилията за подобряване на енергийната ефективност и за намаляване на изхвърлянето на токсични вещества на сушата, във въздуха и океаните.“
Пътуванията на Чарлз с частен самолет предизвикват критики от Джос Гарман от Плейн Стюпид – група от протестиращи за околната среда, които заявяват, че целта им е да се сложи край на разширяването на летището за това, което смятат за „ненужни и неустойчиви“ полети.
През 2007 г. принцът стартира „Мрежа за помощ на принца“ (The Prince's May Day Network), която насърчава бизнеса да предприеме действия срещу глобалното затопляне. Говорейки пред Европейския парламент на 14 февруари 2008 г., той призова за лидерство на Европейския съюз във войната срещу климатичните промени. По време на последвалите овации Найджъл Фараж, лидер на Партията на независимостта на Обединеното кралство (UKIP), остава да седи и продължава да описва съветниците на Чарлз като „в най-добрия случай наивни и глупави“. В реч на срещата на върха за просперитет с ниски въглеродни емисии в зала на Европейския парламент на 9 февруари 2011 г. Чарлз казва, че скептиците по отношение на климатичните промени си играят „една безразсъдна игра на рулетка“ с бъдещето на планетата и имат „разяждащ ефект“ върху общественото мнение. Той също така формулира необходимостта от защита на рибарството и тропическите гори на Амазонка и от това нисковъглеродните емисии да станат достъпни и конкурентоспособни. През 2011 г. Чарлз получава медал на Кралското дружество за защита на птиците за ангажираността си с околната среда като опазването на дъждовните гори.
На 27 август 2012 г. Чарлз се обръща към Международния съюз за опазване на природата – Световен конгрес по опазване на природата, подкрепяйки мнението, че пасящите животни са необходими, за да се поддържат почвите и пасищата продуктивни: „Бях особено очарован например от работата на един забележителен човек на име Алън Сейвъри в Зимбабве и други полусухи райони, който от години се противопоставя на преобладаващото експертно мнение, че простото количество говеда кара прекомерната паша и причинява плодородна земя да стане пустиня. Напротив, както той показа толкова нагледно, земята се нуждае от наличието на хранещи се животни и техните изпражнения, за да бъде цикълът пълен, така че почвите и пасищата да останат продуктивни. Такава, че ако извадите пасищните животни от земята и ги затворите в огромни пасища, земята ще умре.“
През февруари 2014 г. Чарлз посещава крайбрежната равнина на Съмърсет, за да се срещне с жители, засегнати от зимните наводнения. По време на посещението си Чарлз отбеляза, че „Няма нищо като страхотно добро бедствие, което да накара хората да започнат да правят нещо. Трагедията е, че нищо не се случи толкова време." Той обещава дарение от 50 хил. паунда, предоставено от „Провинциалния фонд на принца“ (Prince's Countryside Fund) за подпомагане на семейства и фирми.
През декември 2015 г. Чарлз изнася реч на церемонията по откриването на конференцията за климатичните промени на ООН COP21, като отправя призив към индустриите да сложат край на практиките, които причиняват обезлесяване.
През август 2019 г. е обявено, че Чарлз си сътрудничи с британските модни дизайнери Вин и Оми, за да произведе линия дрехи, изработени от коприва, намерена в имението му Хайгрoув. Копривата е вид растение, което обикновено се „възприема като безценно“. Отпадъците от растението също са използвани за създаване на бижута, носени с роклите.
През септември 2020 г. Чарлз стартира RE:TV – онлайн платформа, включваща кратки филми и статии по въпроси като изменението на климата и устойчивостта. Той служи като главен редактор на платформата. По-късно платформата си партнира с Амазон Прайм Видео и Уотърбеър – друга стрийминг платформа, посветена на проблемите на околната среда. През същия месец той заявява в реч, че е необходим отговор във военен стил, подобен на План „Маршал“, за борба с климатичните промени.
През януари 2020 г. Чарлз стартира Инициативата за устойчиви пазари на годишната среща на Световния икономически форум в Давос – проект, който насърчава поставянето на устойчивостта в центъра на всички дейности.
През май 2020 г. неговата Инициатива за устойчиви пазари и Световният икономически форум стартира проекта „Грейт рисет“ – план от пет точки, който се занимава с повишаване на устойчивия икономически растеж след глобалната рецесия, причинена от пандемията COVID-19.
През януари 2021 г. Чарлз стартира „Харта на Земята“ (Terra Carta) – харта за устойчиво финансиране, която поисква от подписалите я да следват набор от правила, за да станат по-устойчиви и да правят инвестиции в проекти и каузи, които помагат за опазването на околната среда. През юли 2021 г. Чарлз и Джони Айв обявяват Тера Карта Дизайн Лаб – състезание, замислено от Кралския колеж по изкуствата в Лондон за намиране на решения за изменението на климата и проблемите на околната среда, победителите в което ще бъдат подпомогнати финансово и ще бъдат представени на лидерите в индустрията за устойчиво развитие Пазарна инициатива.
През септември 2021 г. той стартира инициативата „Храна за бъдещето“ (Food for the Future) – програма с приноса на Джими Дохърти и Джейми Оливър, която има за цел да образова децата в средното училище относно хранителната система и премахването на хранителните отпадъци.
В ролята си на патрон на Националното общество за полагане на жив плет, Чарлз е домакин на приеми за селското състезание на организацията в имението си Хайгрoув, за да помогне за опазването на живия плет, засаден в Обединеното кралство.
През юни 2021 г. той присъства на прием, организиран от кралицата по време на 47-ата среща на върха на G7, както и на среща между лидерите на G7 и главните изпълнителни директори на устойчивата индустрия за обсъждане на правителствени и корпоративни решения на екологичните проблеми.
През октомври 2021 г. той изнася реч на срещата на върха на Г20 в Рим през 2021 г., описвайки COP26 като „последния шанс за салон“ за предотвратяване на изменението на климата и поисква действия, които биха довели до водена от екология устойчива икономика. В речта си на церемонията по откриването на COP26 той повтаря чувствата си от предходната година, заявявайки, че е необходима „обширна кампания във военен стил“, „за да се мобилизира силата на глобалния частен сектор“ за справяне с климатичните промени. През 2021 г. Чарлз говори пред Би Би Си за околната среда и казва, че два дни в седмицата не яде нито месо, нито риба и един ден в седмицата не яде млечни продукти.
Чарлз, който е патрон на Кеймбриджкия институт за лидерство в устойчивото развитие, стартира стипендии за климатични действия за студенти от малки островни нации в партньорство с Кеймбриджкия университет, Университета на Торонто, Университета в Мелбърн, Университета Макмастър и Университета в Монреал през март 2022 г.
През септември 2022 г. Чарлз е домакин на Глобалния симпозиум по алергиите в Дъмфрайс Хаус (Айршър) с Фондацията за изследване на алергиите „Наташа“ и 16 експерти по алергии от цял свят, за да обсъдят факторите зад новите възникващи алергии, включително загубата на биоразнообразие и климатичните промени.

### Алтернативна медицина
Чарлз е спорен защитник на алтернативната медицина. За първи път той изразява публично интереса си към алтернативната медицина през декември 1982 г. в обръщение към Британската медицинска асоциация. „Фондацията на принца за интегрирано здравеопазване“ (FIH) предизвика опозиция от научната и медицинска общност заради кампанията си, насърчаваща общопрактикуващите лекари да предлагат билкови и други алтернативни лечения на пациентите на Националната здравна служба. На 24 юни 2004 г., по време на реч пред здравни специалисти на конференция, Чарлз се застъпва за използването на терапии на Макс Герсон, като клизми с кафе, за лечение на пациенти с рак и казва, че познава терминално болен пациент с рак, който е бил излекуван с тях. Тези коментари предизвикват критики от медицински специалисти като Майкъл Баум. През май 2006 г. Чарлз изнася реч на Световната здравна асамблея в Женева, призовавайки за интегрирането на конвенционалната и алтернативната медицина и застъпвайки се за хомеопатията.
През април 2008 г. в. „Таймс“ публикува писмо от Едзард Ернст, професор по алтернативна медицина в Университета на Ексетър, което поисква от FIH да изтегли две ръководства, насърчаващи алтернативната медицина, като се казва, че „по-голямата част от алтернативните терапии изглеждат клинично неефективни и много са направо опасни." Говорител на FIH се противопоставя на критиките, като заявява: „Ние напълно отхвърляме обвинението, че нашата онлайн публикация „Алтернативно здравеопазване: наръчник“ (Complementary Healthcare: A Guide) съдържа подвеждащи или неточни твърдения относно ползите от алтернативните терапии. Напротив, третира хората като възрастни и възприема отговорен подход, като насърчава хората да търсят надеждни източници на информация... за да могат да вземат информирани решения. Фондацията не насърчава алтернативните терапии." През същата година Ернст публикува книга със Саймън Сингх, подигравателно посветена на „Негово кралско височество принца на Уелс“, наречена „Трик или лечение: алтернативната медицина под изпитание“ (Trick or Treatment: Alternative Medicine on Trial). Последната глава е силно критична към застъпничеството на Чарлз за алтернативни лечения.
Марката на Чарлз – Дъчи Ориджиналс произвежда разнообразие от допълнителни лекарствени продукти, включително „Дезинтоксикираща тинктура“, която Едзард Ернст заклеймява като „финансова експлоатация на уязвимите“ и „откровено шарлатанство“. През 2009 г. Службата за рекламни стандарти разкритикува имейл, изпратен от Дъчи Ориджиналс, за да рекламира своите продукти Echina-Relief, Hyperi-Lift и Detox Tinctures, като казва, че е подвеждащ. Чарлз лично написва най-малко седем писма до Агенцията за регулиране на лекарствата и здравните продукти (MHRA) малко преди те да смекчат правилата, регулиращи етикетирането на такива билкови продукти, ход, който е широко осъден от учени и медицински органи. През октомври 2009 г. е съобщено, че Чарлз лично е лобирал пред министъра на здравеопазването Анди Бърнам относно по-голямо предлагане на алтернативни лечения в Националната здравна служба.
През април 2010 г., след счетоводни нередности, бивш служител на Фондацията на принца за интегрирано здравеопазване и съпругата му с арестувани за измама, за която се смята, че възлиза на общо 300 хил. паунда. Четири дни по-късно FIH обявява закриването си, твърдейки, че „е постигнала ключовата си цел за насърчаване на използването на интегрирано здраве“. Финансовият директор на благотворителната организация, счетоводителят Джордж Грей, е осъден за кражба на обща стойност 253 хил. паунда и осъден на 3 години затвор. Фондацията е ребрандирана и стартирана отново по-късно през 2010 г. като Медицински колеж, на който Чарлз става патрон през 2019 г.
През 2016 г. Чарлз казва в реч, че е използвал хомеопатични ветеринарни лекарства, за да намали употребата на антибиотици във фермата си. Той си навлича критики, след като става патрон на Факултета по хомеопатия на 27 юни 2019 г.

### Религиозни и философски интереси
Чарлз е кръстен на 16 г. от архиепископа на Кентърбъри Майкъл Рамзи на Великден 1965 г. в параклиса Сейнт Джордж в Уиндзорския замък. Той посещава службите в различни англикански църкви в близост до имението Хайгроув, както и църквичката Крати Кърк в село Крати (Абърдийншър) от църквата на Шотландия с останалата част от кралското семейство, когато отсяда в замъка Балморал. През 2000 г. е назначен за Лорд върховен комисар на Общото събрание на църквата на Шотландия.
Чарлз посещава (в известна тайна) няколко пъти православни манастири в Света гора, както и тези в Румъния и Сърбия. Той е също патрон на Оксфордския център за ислямски изследвания в Оксфордския университет, а през 2000-те години той открива Института за висше образование „Маркфийлд“ в Лестършър, посветен на ислямските изследвания в многообразен мултикултурен контекст. Сър Лауренс ван дер Пост става приятел на Чарлз през 1977 г.; той е наречен негов „духовен гуру“ и е кръстник на сина на Чарлз, принц Уилям. От ван дер Пост Чарлз развива фокус върху философията и интереса към други религии.
Чарлз изразява своите философски възгледи в книгата си от 2010 г. „Хармония: Нов начин да гледаме на нашия свят“ (Harmony: A New Way of Looking at Our World), която печели награда за книга „Наутилус“. През ноември 2016 г. той присъства на освещаването на катедралата „Свети Тома“ в Актън, която е първата сирийска православна катедрала във Великобритания. През октомври 2019 г. той присъства на канонизирането на кардинал Нюман. Чарлз посещава лидерите на Източната църква в Йерусалим през януари 2020 г., което завършва с икуменическа служба в църквата „Рождество Христово“ във Витлеем, след което той се разхожда из града, придружен от християнски и мюсюлмански сановници.
Въпреки че се носи слух, че Чарлз ще се закълне да бъде „Защитник на верите“ или „Защитник на вярата“ като крал, той заявява през 2015 г., че ще запази традиционната титла на монарха „Защитник на вярата“, като същевременно „гарантира, че вярата на други хора също може да се практикува“, което той вижда като задължение на Църквата на Англия.

## Крал
Чарлз се възкачва на британския трон на 8 септември 2022 г. след смъртта на майка си, кралица Елизабет II. Той е най-дълго просъществувалият британски престолонаследник, надминавайки рекорда на Едуард VII на 20 април 2011 г. Когато става монарх на 73-годишна възраст, той е най-възрастният човек, постигнал това, като предишният рекордьор е Уилям IV, който е на 64 г., когато става крал през 1830 г.
Направени са планове за коронясването на Чарлз под кодовото име „Операция „Златно кълбо““. Комитетът се председателства от Едуард Фитцалан-Хауърд, 18-ти херцог на Норфолк, който притежава наследствената титла „Граф-маршал“. Операцията се състои от водещи членове на аристокрацията и други сановници и е конституционно отделена от личните кабинети на Чарлз или на кралицата. Докладите предполагат, че церемонията по коронясването на Чарлз ще бъде по-проста и по-малка по мащаб от тази на майка му през 1953 г.
Има спекулации какво кралско име ще избере Чарлз при наследяването на трона. През 2005 г. е съобщено, че той е предложил името Джордж VII в чест на неговия дядо по майчина линия и за да избегне връзката с кралете Стюарти Чарлз I, който е обезглавен, и Чарлз II, който е известен с разпуснатия си си начин на живот, както и с това, че е чувствителен към паметта на Чарлз Едуард Стюарт, някогашен претендент на Стюарт за английския и шотландския трон, който е наречен „Чарлз III“ от своите поддръжници. През 2005 г. офисът на Чарлз казва, че все още не е взето решение. След смъртта на кралица Елизабет II Кларънс Хаус потвърждава, че Чарлз ще използва кралското име „Чарлз III“.
На 8 септември Чарлз III прави изявление за първи път като крал, а на 9 септември в 18 часа британско време, след началото на мемориалната церемония в памет на покойната кралица в лондонската катедрала „Свети Павел“, Кралят произнася първата си реч пред нацията. Тя е излъчена по телевизията. Той провъзгласява сина си Уилям за принц на Уелс.
На 10 септември 2022 г. в 10 сутринта Съветът по възкачването се събира в двореца Сейнт Джеймс в Лондон и официално обявява възкачването на трона на принц Чарлз Филип Артър Джордж под тронното име Чарлз III. Строго регламентираната церемония е излъчена за първи път по телевизията. Сред присъстващите са принцът на Уелс Уилям, кралицата-консорт Камила и бившите британски премиери Джон Мейджър, Тони Блеър, Гордън Браун, Дейвид Камерън, Тереза Мей и Борис Джонсън.
На 10 септември Чарлз III е официално провъзгласен за крал на Канада.
На 11 септември той е официално провъзгласен за крал на Шотландия, Уелс и Северна Ирландия. Церемонията се провежда съответно в Единбург, замъка Кардиф и Хилсбъроу. В същия ден той е провъзгласен за крал на Австралия,  а на 12 септември – и на Нова Зеландия. На 13 септември той официално е провъзгласен за крал на Папуа Нова Гвинея, Соломоновите острови и Тувалу.
Официалната коронация на крал Чарлз III и кралица Камила се провежда на 6 май 2023 г. в Уестминстърското абатство. Тя е първата от близо 70 години (последната е тази на майка му Елизабет II през юни 1953 г.) и първата в събота след тази на Едуард VII през 1902 г. Датата съвпада с четвъртия рожден ден на внука му Арчи, син на принц Хари. Планове са правени от много години под кодовото име Операция „Златно кълбо“.  Доклади преди възкачването му предполагат, че коронацията на Чарлз ще бъде по-проста от тази на майка му през 1953 г., като се очаква церемонията да бъде „по-кратка, по-малка, по-евтина и по-представителна за различни вероизповедания и общностни групи – в съответствие с желанието на краля да отразява етническото многообразие на съвременна Великобритания.“ Независимо от това коронацията е обред на Англиканската църква, включващ коронационната клетва, помазването, доставянето на кълбото и интронизацията. През юли те присъстват на национална служба за благодарност, където на Чарлз е връчен Орденът на Шотландия в катедралата „Сейнт Джайлс“.
Чарлз и Камила са на три държавни посещения и имат две. През ноември 2022 г. те приемат южноафриканския президент Сирил Рамафоса по време на първото официално държавно посещение във Великобритания от управлението на Чарлз. През март следващата година кралят и кралицата предприемат държавно посещение в Германия;. Чарлз III става първият британски монарх, който говори пред Бундестага. По подобен начин през септември той става първият британски монарх, който произнася реч от Камарата на сената на Франция по време на държавното си посещение в страната. Следващия месец кралят посещава Кения, където е изправен пред натиск да се извини за британските колониални действия. В реч на държавния банкет той признава „отвратителните и неоправдани актове на насилие“, но не се извинява официално.

## Здраве
През март 1998 г. Чарлз претърпява лазерна операция на дясното коляно. През март 2003 г. идва ред на операция в Болницата на крал Едуард VII за лечение на нараняване на херния. През 2008 г. от носа му е отстранено нераково образувание.
През 2001 г. той чупи малка кост в лявото си рамо по време на лов в Дарбишър.
На 25 март 2020 г. е обявено, че Чарлз се е заразил с COVID-19 по време на пандемията. Впоследствие той и съпругата му се изолират в резиденцията си в Бъркхол (Абърдийншър). Камила също е тествана, но резултатът е отрицателен.   Кларънс Хаус заявява, че той има „леки симптоми, но остава в добро здраве, както и че не е възможно да се установи от кого принцът е хванал вируса поради големия брой ангажименти, които е изпълнявал в публичната си роля през последните седмици. Няколко вестника са критични, че Чарлз и Камила са били тествани незабавно в момент, когато много лекари, медицински сестри и пациенти от Националната здравна служба не могат да бъдат тествани експедитивно. На 30 март 2020 г. Кларънс Хаус обявява, че Чарлз се е възстановил от вируса и че след консултация с лекаря си той вече не се изолира. Два дни по-късно той заявява във видео, че ще продължи да практикува социално дистанциране.
През януари 2024 г. Чарлз III претърпява „коригираща процедура“ в Лондонската клиника за лечение на доброкачествено уголемяване на простатата, което води до отлагане на някои от публичните му ангажименти. През февруари Бъкингамският дворец обяви, че по време на лечението е открит рак, но това не е рак на простатата. Въпреки че обществените му задължения са отложени, е съобщено, че Чарлз III ще продължава да изпълнява конституционните си функции по време на амбулаторното си лечение. Той прави изявление, в което изразява подкрепата си за благотворителните организации за борба с рака и че „остава позитивен“ за пълното си възстановяване. През март е обявено, че Камила ще го замества в негово отсъствие на службата за Деня на Британската общност в Уестминстърското абатство и в Роял Маунди в катедралата Уорчестър.

## Любовни връзки и бракове

### Ергенски години
В младостта си Чарлз има сантиментални връзки с редица жени. Приятелките му включват Джорджана Ръсел, дъщеря на сър Джон Ръсел– британски посланик в Испания, Лейди Джейн Уелсли, дъщеря на 8-ия херцог на Уелингтън, Давина Шефилд, Лейди Сара Спенсър (сестра на бъдещата му съпруга Даяна) и Камила Шанд, която по-късно става втората му съпруга.
В началото на 1974 г. прачичо му Луис Маунтбатън започва да си кореспондира с Чарлз за потенциален брак с Аманда Кнатчбул, негова внучка. Чарлз пише на майка ѝ лейди Брабърн, която е и негова кръстница, изразявайки интерес към дъщеря ѝ, на което тя отговаря одобрително, въпреки че предполага, че ухажването на все още ненавършилото 17 години момиче е преждевременно. Четири години по-късно Маунтбатън урежда Аманда и лейди Брабърн да придружат Чарлз на обиколката му в Индия през 1980 г. И двамата бащи обаче възразяват. Филип се страхува, че Чарлз ще бъде засенчен от известния си чичо (който е бил последният британски вицекрал и първият генерал-губернатор на Индия), а лорд Брабърн предупреждава, че едно съвместно посещение ще съсредоточи вниманието на медиите върху братовчедите, преди те да решат да станат двойка. Въпреки това през август 1979 г., преди Чарлз да замине сам за Индия, Маунтбатън е убит от ИРА. Когато Чарлз се връща, той предлага брак на Аманда, но освен дядо си тя е загубила и баба си по бащина линия и най-малкия си брат Никълъс при бомбената атака и не желае да се присъедини към кралското семейство.
През юни 1980 г. Чарлз официално отказва величествената провинциална резиденция Чивнинг Хаус в село Чивнинг, Кент, предоставена на негово разположение от 1974 г. като негова бъдеща резиденция. Чивнинг е завещана заедно с финансово дарение на Короната от последния граф Станхоуп, бездетният прачичо на Аманда, с надеждата Чарлз в крайна сметка да се нанесе в него.

### Бракове

#### Брак с лейди Даяна Спенсър
Чарлз за първи път среща лейди Даяна Спенсър през 1977 г., докато е на гости в дома ѝ в Алторп в Западен Нортхамптъншър. Той е партньор на по-голямата ѝ сестра Сара и не гледа на Даяна романтично до средата на 1980-те г. Докато Чарлз и Даяна са на барбекю на приятел през юли, тя споменава, че той е изглеждал отчаян и нуждаещ се от грижи на погребението на прачичо си лорд Маунтбатън. Според избрания биограф на Чарлз, Джонатан Димбълби, скоро, „без видим прилив на чувства, той започва да се замисля сериозно за нея като за потенциална съпруга“ и тя придружава Чарлз при посещения в замъка Балморал и Сандрингам Хаус.
Братовчедът на Чарлз Нортън Кнатчбул и съпругата му казват на Чарлз, че Даяна изглежда поразена от положението му и че той не изглежда да е влюбен в нея. Междувременно продължаващото ухажване на двойката привлича силно внимание от пресата и папараците. Когато баща му принц Филип му казва, че медийните спекулации ще навредят на репутацията на Даяна, ако Чарлз не вземе решение да се ожени за нея скоро и осъзнавайки, че тя е подходяща кралска булка (според критериите на Маунтбатън), Чарлз тълкува съвета на баща си като предупреждение да продължи без допълнително забавяне.
Чарлз предлага брак на Даяна през февруари 1981 г. и тя приема. Двамата се женят в катедралата Сейнт Пол в Лондон на 29 юли същата година. При женитбата си Чарлз намалява доброволната си данъчна вноска от печалбите, генерирани от Херцогство Корнуол, от 50% на 25%. Двойката живее в двореца Кенсингтън и в Хайгроув Хаус близо до град Тетбъри (Община Котсуолд). Имат двама сина: Уилям (роден на 21 юни 1982 г.) и Хенри, известен като „Хари“ (роден на 15 септември 1984 г.). Чарлз създава прецедент, като е първият баща от кралското семейство, който присъства на ражданията на децата си.
До 5 години бракът изпитва затруднения поради несъвместимост на двойката и почти 13-годишната възрастова разлика. До ноември 1986 г. Чарлз напълно е възобновил аферата си с Камила Паркър-Боулс. Във видеозапис, записан от Питър Сетелин през 1992 г., Даяна признава, че от 1984 до 1986 г. е била „дълбоко влюбена в някого, който е работил в тази среда“. Смята се, че тя е имала предвид бодигарда ѝ Бари Манаки, който е прехвърлен в Отряда за дипломатическа защита през 1986 г., след като неговите мениджъри решават, че връзката му с Даяна е неподходяща.  По-късно Даяна започва връзка с майор Джеймс Хюит, бивш семеен инструктор по езда. Очевидният дискомфорт на Чарлз и Даяна в компанията на другия ги кара да бъдат наречени The Glums („Навъсените“) от британската преса. Даяна разкрива аферата на Чарлз с Камила в книгата на Андрю Мортън „Даяна, нейната истинска история“ (Diana, Her True Story). Появяват се и аудиозаписи със собствените ѝ извънбрачни афери. Постоянните предположения, че Хюит е бащата на принц Хари, се основават на физическа прилика между Хюит и Хари. Хари обаче вече е роден по времето, когато започва аферата на Даяна с Хюит.
През декември 1992 г. британският премиер Джон Мейджър обявява законната раздяла на двойката в парламента. По-рано същата година британската преса публикува преписи на страстен подслушван телефонен разговор между Чарлз и Камила от 1989 г., който е наречен „Камилагейт“ от пресата. Чарлз търси обществено разбиране в телевизионния филм „Чарлз: частният човек, обществената роля“ (Charles: The Private Man, the Public Role) с Джонатан Димбълби, излъчен на 29 юни 1994 г. В интервю във филма той потвърждава собствената си извънбрачна връзка с Камила, като казва, че е възобновил връзката им през 1986 г. едва след като бракът му с Даяна е бил „безвъзвратно разбит".  Това е последвано от признанието на самата Даяна за проблемите в брака в интервю за предаването за актуални събития Панорама на Би Би Си, излъчено на 20 ноември 1995 г. Позовавайки се на връзката на Чарлз с Камила, тя казва: „Е, в този брак бяхме трима, така че беше малко пренаселено“ Тя също изразява съмнение относно годността на съпруга си за крал.
Чарлз и Даяна се развеждат на 28 август 1996 г., след като са официално посъветвани от кралицата през декември 1995 г. да прекратят брака си. Даяна загива в автомобилна катастрофа в Париж на 31 август 1997 г. Чарлз лети за Париж със сестрите ѝ, за да придружи тялото ѝ обратно във Великобритания.

#### Брак с Камила Паркър Боулс
Годежът на Чарлз и Камила Паркър-Боулс е обявен на 10 февруари 2005 г. Той ѝ подарява годежен пръстен, принадлежал на баба му Елизабет Боуз-Лайън. Съгласието на кралицата за брака (както се изисква от Закона за кралските бракове от 1772 г.) е записано на заседание на Тайния съвет на 2 март. В Канада Министерството на правосъдието обявява решението си, че Тайният съвет на кралицата за Канада не е длъжен да се събира, за да даде съгласието си за брака, тъй като съюзът няма да доведе до потомство и няма да окаже влияние върху наследяването на Канадския трон.
Чарлз е единственият член на британското кралско семейство, който има граждански, а не църковен брак в Англия. Правителствени документи от 1950-те и 1960-те г., публикувани от Би Би Си, заявяват, че такъв брак е незаконен, въпреки че документите са отхвърлени от говорителя на Чарлз, и са обяснени като остарели от действащото правителство.
Бракът трябва да се състои на гражданска церемония в замъка Уиндзор с последваща религиозна благословия в параклиса „Сейнт Джордж“. Впоследствие мястото е променено на Уиндзор Гилдхол, тъй като гражданският брак в замъка Уиндзор би направил мястото достъпно за всеки, който желае да се ожени там. Четири дни преди сватбата тя е отложена от първоначално планираната дата 8 април за следващия ден, за да може Чарлз и някои от поканените високопоставени лица да присъстват на погребението на папа Йоан Павел II.
Родителите на Камила и на Чарлз не присъстват на церемонията по сключване на  гражданския брак; нежеланието на кралицата да присъства вероятно се дължи на позицията ѝ на върховен управител на Англиканската църква. Кралицата и Херцогът на Единбург присъстват на службата по благословията и по-късно дават прием за младоженците в замъка Уиндзор. Благословията, извършена от архиепископа на Кентърбъри Роуън Уилямс в параклиса „Сейнт Джордж" в Уиндзорския замък, е излъчена по телевизията.

## Лични интереси

### Спорт
От младостта си до 1992 г. Чарлз е запален играч на състезателно поло. Той продължава да играе неофициално, включително с благотворителна цел, до 2005 г. Нараняван е след падане от кон и претърпява две операции през 1990 г. за коригиране на фрактури на дясната му ръка.
Чарлз също често участва в лов на лисици, докато спортът не е забранен в Обединеното кралство през 2005 г. До края на 90-те години съпротивата срещу дейността нараства, когато участието на Чарлз се разглежда като „политическо изявление“ от онези, които се противопоставят на това. Лигата срещу жестоките спортове започва атака срещу него, след като той взима синовете си в Бофор Хънт (един от най-старите и големи паркове за лов на лисици в Англия) през 1999 г. По това време правителството се опитва да забрани лова с хрътки.
Чарлз е запален ловец на сьомга от младини и подкрепя усилията на Ори Вигфусон да защити северноатлантическата сьомга. Той често лови риба на река Дий в Абърдийншър, Шотландия, като твърди, че най-специалните му спомени от риболов са от времето му в село Вопнафьордюр, Исландия.
Чарлз е привърженик на ФК „Бърнли“.

### Визуални, сценични и съвременни изкуства
Чарлз е президент или патрон на повече от 20 организации за сценични изкуства, които включват Кралския музикален колеж, Кралската опера, Английския камерен оркестър, Филхармоничния оркестър, Уелската национална опера и Музикално училище „Пърсел“. През 2000 г. той възражда традицията за назначаване на арфисти в Кралския двор, като назначава официален арфист на принца на Уелс. Като студент в Кеймбридж свири на виолончело и пее два пъти в Хора на Бах (Лондон). Тогава е член на Дружество „Драйдън“ – драматична група на Колеж „Тринити“ и се появява в скечове и комедийни ревюта. Чарлз основа Фондацията на принца за децата и изкуствата през 2002 г., за да помогне на повече деца да се докоснат до изкуствата от първа ръка. Той е президент на Кралската шекспирова компания и посещава представления в Стратфорд на Ейвън, подкрепя събития за набиране на средства и присъства на годишното общо събрание на компанията. Харесва комедията и се интересува от илюзионно изкуство, като става член на британската илюзионистична организация „Магически кръг“, след като преминава прослушването си през 1975 г., изпълнявайки ефекта „чаши и топки. Чарлз е патрон и на Британския филмов институт от 1978 г.
Чарлз е запален и вещ акварелист, изложил и продал редица свои творби, за да събере пари за своите благотворителни организации, и публикувал няколко книги по темата. За да отбележи 25-ата годишнина от обявяването му за принц на Уелс през 1994 г., Кралската поща издава серия от пощенски марки, които включват негови картини. За 50-ия му рожден ден 50 негови акварела са изложени в двореца Хемптън Корт. През 2001 г. 20 литографии на негови акварелни картини, илюстриращи селските му имения, са изложени на Международното биенале на съвременното изкуство във Флоренция. През 2016 г. е изчислено, че той е продал литографии на своите акварели за общо 2 млн. паунда в магазин в резиденцията си Хайгроув Хаус. За 70-ия му рожден ден през 2018 г. негови творби са изложени в Националната галерия на Австралия. През 2022 г. 79 негови картини са изложени в Лондон. Той е почетен президент на Тръста за развитие на Кралската академия на изкуствата.
Чарлз е удостоен с наградата Художествен патронаж „Монблан за култура“ за 2011 г. от Културна фондация „Монблан“ за неговата подкрепа и ангажираност към изкуствата, особено по отношение на младите хора. На 23 април 2016 г. той се появява в комедийния скеч Shakespeare Live! на Кралската Шекспирова компания в Кралския шекспиров театър, за да отбележи 400-годишнината от смъртта на Уилям Шекспир през 1616 г. Събитието е предавано на живо от Би Би Си. Чарлз прави изненадващо влизане, за да уреди оспорваното произнасяне на знаменитата реплика на Хамлет „Да бъдеш или да не бъдеш, това е въпросът“.
През януари 2022 г. Чарлз възлага на седем художници да нарисуват портрети на седем оцелели от Холокоста. Картините са изложени в Галерията на кралицата в Бъкингамския дворец и в двореца Холирудхаус и са представени в документален филм на Би Би Си 2  „Оцелели: портрети на Холокоста“ (Survivors: Portraits of the Holocaust).

## Творчество
Чарлз е автор на четири книги, които отразяват интересите му, както и съавтор на редица други. Участва и в предговори или предисловия към книги на други писатели.

##### Автор
- The Old Man of Lochnagar. Illustrated by Sir Hugh Maxwell Casson, K.C.V.O. London: Hamish Hamilton, 1980. ISBN 0-241-10527-7
- A Vision of Britain: A Personal View of Architecture. Doubleday, 1989. ISBN 978-0-385-26903-2
- Rain Forest Lecture. Royal Botanic Gardens, 1990. ISBN 0-947643-25-7
- HRH the Prince of Wales Watercolours. Little, Brown and Company, 1991. ISBN 0-8212-1881-6

##### Съавтор
- Mary Rose. With Armand Hammer. New York: The Sarpedon Press, eds. Photographs: Pat Baker, Christopher Dobbs, Dominic Fontana, Steve Foote. Illustrations: Tayburn London, Arthur Barbose, Nick Evans, Debby Fulford. Portsmouth: The Mary Rose Trust (1985). ASIN B000FBLSNW.
- Architecture & the Environment: HRH The Prince of Wales and the Earth in Balance (Architectural Design Profile). With Andreas C. Papadakis. John Wiley & Sons (1993). ISBN 1-85490-143-5
- Highgrove: An Experiment in Organic Gardening and Farming. With Charles Clover, environment editor for The Daily Telegraph, photography by Andrew Lawson. New York City: Simon & Schuster (1993). ISBN 0-671-79177-X
- Portrait of an Estate. With Charles Clover. Photography by Andrew Lawson. London: A. G. Carrick. (1993). ISBN 978-0-7538-0018-8
- Princes As Patrons: The Art Collections of the Princes of Wales from the Renaissance to the Present Day: An Exhibition from the Royal Collection. With Mark Evans, Oliver Millar, National Museum and Gallery, Cardiff. Merrell Holberton (1998). ISBN 1-85894-054-0
- The Parks and Gardens of Cornwall. With Douglas Ellory Pett. Cornwall: Alison Hodge Publishers (1998). ISBN 0-906720-27-3
- Respect for the Earth: Sustainable Development. BBC Radio 4 Reith Lectures (2000). With Christopher Patten, et al. London: Profile Books (2000). ISBN 978-1-86197-254-5
- The Garden at Highgrove. With Candida Lycett Green. Photography by Andrew Lawson and Christopher Simon Sykes. London: Cassell & Co. (2001). ISBN 978-1-84188-142-3
- Watercolours and Drawings from the Collection of Queen Elizabeth the Queen Mother. With Susan Owens. Royal Collection Enterprises (2005). ISBN 978-1-902163-78-9
- Harmony: A New Way of Looking at Our World. With Tony Juniper and Ian Skelly. Blue Door. (2010). ISBN 978-0-007348-03-9
- Highgrove: A Garden Celebrated. With Bunny Guinness. London: Weidenfeld & Nicolson. (2013). ISBN 978-0-29786-935-1

#### Документални филми
Той също така e сценарист, представя и участва в документални филми.

##### Сценарий и представяне
- A Vision of Britain. Реж. Nicholas Rossiter. BBC, 1988.[360]
- The Earth in Balance: A Personal View of the Environment. Реж. James Hawes. BBC, 1990.

##### Представяне и разказване
- Harmony: A New Way of Looking at Our World. Реж. Stuart Sender, 2010.[361]
- The Prince and the Composer: A Film about Hubert Parry. Реж. John Bridcut. BBC, 2011.[362]
- The Prince’s Welsh Village. Реж. Suzanne Phillips. BBC TWO Wales.[363]

#### Произведения на изкуството
Чарлз е запален и вещ акварелист, изложил и продал редица свои творби, за да събере пари за своите благотворителни организации, и публикувал няколко книги по темата. За да отбележи 25-ата годишнина от обявяването му за принц на Уелс през 1994 г., Кралската поща издава серия от пощенски марки, които включват негови картини. За 50-ия му рожден ден 50 негови акварела са изложени в двореца Хемптън Корт. През 2001 г. 20 литографии на негови акварелни картини, илюстриращи селските му имения, са изложени на Международното биенале на съвременното изкуство във Флоренция. През 2016 г. е изчислено, че той е продал литографии на своите акварели за общо 2 млн. паунда от магазин в резиденцията си Хайгроув Хаус. За 70-ия му рожден ден през 2018 г. негови творби са изложени в Националната галерия на Австралия. През 2022 г. 79 негови картини са изложени в Лондон. Той е почетен президент на Тръста за развитие на Кралската академия на изкуствата.

## Медиен образ
Още от раждането си Чарлз получава голямо медийно внимание, което нараства с влизането му в зрялост. Това е двусмислена връзка, до голяма степен повлияна от браковете му с Даяна и Камила и от последиците от тях, но също така съсредоточена върху бъдещото му поведение като крал, като пиесата от 2014 г. „Крал Чарлз III“ от Майк Бартлет. Известен с това, че изразява мнението си, когато го питат по време на интервю за 70-ия му рожден ден дали това ще продължи по същия начин, след като стане крал, той отговаря: „Не, няма. Не съм толкова глупав. Осъзнавам, че е отделно упражнение да бъдеш суверенен. Така че, разбира се, знаете ли, разбирам напълно как трябва да функционира това."
Описван като „най-желаният ерген на света“ в края на 1970-те г., Чарлз впоследствие е засенчен от съпругата си Даяна. След смъртта ѝ медиите редовно нарушават неприкосновеността на личния му живот и отпечатват разкрития. През 2003 г. икономът на Даяна Пол Бъръл публикува бележка, за която твърди, че е написана от Даяна през 1995 г., в която има твърдения, че Чарлз е планирал инцидент с колата ѝ, отказ на спирачките и сериозна травма на главата, така че да може да се ожени отново. Когато е разпитан от екипа за разследване на Метрополната полиция като част от Операция „Paget“, касаеща конспиративните теории за смъртта на Даяна, Чарлз казва на властите, че не е знаел за бележката на бившата си съпруга от 1995 г. и не може да разбере защо тя изпитва тези чувства.
Други хора, които навремето са свързани с Чарлз, предават доверието му. През 1995 г. той получава правото на забрана, която възпрепятства публикуването на мемоарите на бивша икономка в Обединеното кралство, въпреки че в крайна сметка те са продадени 100 хил. копия в Съединените щати. По-късно бивш член на неговото домакинство предава на пресата вътрешна бележка, в която Чарлз коментира амбицията и възможностите и която е широко тълкувана като обвиняваща меритокрацията за създаването на борбена атмосфера в обществото. Чарлз отговаря: „Според мен е също толкова голямо постижение да си водопроводчик или зидар, колкото и да си адвокат или лекар“.

### Благотворителна дейност
През 2021 г. и 2022 г. две от благотворителните организации на Чарлз, „Фондацията на принца“ и „Благотворителният фонд на принца на Уелс,“ са подложени на проверка за приемане на дарения, които са счетени за неподходящи от медиите. През август 2021 г. е обявено, че „Фондацията на принца“ започва разследване на докладите, че посредници са взимали съкращения за организиране на вечери с участието на богати дарители и крал Чарлз, с цени до 100 хил. паунда, а посредниците са взимали до 25% от таксите. След като временно се оттегля, асистентът на Чарлз Майкъл Фосет подава оставка от ролята си на главен изпълнителен директор на „Фондацията на принца“ през ноември 2021 г., след съобщения, че е уредил Орден на Британската империя за саудитския бизнесмен Махфуз Марей Мубарак бин Махфуз, който дарява повече от 1,5 млн. паунда към кралски благотворителни организации в противоречие с раздел 1 от Закона за почестите (предотвратяване на злоупотреби) от 1925 г. Чарлз връчва на Махфуз това почетно звание на частна церемония в Синята гостна в Бъкингамския дворец през ноември 2016 г., въпреки че събитието не е публикувано в съдебно циркулярно писмо. Кларънс Хаус отговаря, че Чарлз „не е знаел за предполагаемото предлагане на почести или британско гражданство въз основа на дарение за неговите благотворителни организации и напълно подкрепя разследването". Одиторската фирма EY, която извършва разследването, публикува обобщен доклад през декември 2021 г., в който се посочва, че Фосет е координирал действията си с посредници, но няма „доказателства, че попечителите по това време са били наясно с тези комуникации“. Благотворителната комисия на Англия започва собствено разследване на твърденията, че даренията, предназначени за „Фондацията на принца“, вместо това са били изпратени на фондация „Махфуз“. През 2021 г. фондацията също е критикувана за приемането на дарение от 200 хил. паунда от руския затворник Дмитрий Леус, на когото Чарлз благодари в писмо, и дарение от 500 хил. паунда от тайванския политически беглец Бруно Уанг. Даренията на руския затворник довеждат до разследване от Шотландския благотворителен регулатор. През февруари 2022 г. Метрополната полиция започва разследване на обвиненията в пари за почести, свързани с фондацията.
През юни 2022 г. в. „Таймс“ съобщава, че между 2011 г. и 2015 г. Чарлз е приел 3 млн. евро в брой от министър-председателя на Катар Хамад бин Джасим бин Джабер Ал Тани. Твърди се, че средствата са под формата на банкноти от 500 евро, предадени лично на три транша, в куфар, чанта и чанти Фортнъм и Мейсън. Срещите на Чарлз с Ал Тани не се появяват в съдебното циркулярно писмо. Частната банка Coutts събира парите и всяко плащане е депозирано в сметките на Благотворителния фонд на принца на Уелс. Няма доказателства, че плащанията са били незаконни или че не е било предназначено парите да отидат за благотворителност. Комисията по благотворителността обявява, че ще прегледа информацията, и през юли 2022 г. обявява, че няма да започне разследване на даренията, тъй като предоставената информация е предоставила „достатъчно уверение“, че е извършена надлежна проверка. През същия месец в. „Таймс“ съобщава, че „Благотворителният фонд на принца на Уелс“ е получил дарение от 1 млн. паунда от Бакр бин Ладен и Шафик бин Ладен, и двамата полубратя на Осама бин Ладен, по време на лична среща през 2013 г. Чарлз и Бакр бин Ладен се познават от 2000 г. Комисията по благотворителността определя решението за приемане на дарения като „въпрос на попечителите“ и добавя, че въз основа на наличната информация не е необходимо разследване.

### Реакция на публикации в пресата
През 1994 г. немският таблоид „Билд“ публикува голи снимки на Чарлз, които са направени, докато е на почивка в Льо Бару на Лазурния бряг (Франция). Съобщава се, че те са били обявени за продажба за 30 хил. паунда Бъкингамският дворец реагира, като заявява, че е „неоправдано някой да търпи подобен вид намеса".
През 2002 г. Чарлз, „толкова често мишена на пресата, получи своя шанс да отвърне на огъня", когато се обръща към десетки редактори, издатели и други ръководители на медии, събрани в църквата Сейнт Брайд на Флийт Стрийт, за да отпразнуват 300 години журналистика. Защитавайки държавните служители от „разяждащата капка на постоянната критика“, той отбелязва, че пресата е била „неловка, заядлива, цинична, кървава, понякога натрапчива, понякога неточна и понякога дълбоко несправедлива и вредна за хората и институциите." Но, заключва той, относно собствените си отношения с пресата, „от време на време и двамата вероятно сме малко строги един към друг, преувеличавайки недостатъците и пренебрегвайки добрите страни във всеки от тях“.
Страданието на Чарлз е записано в личните му коментари към принц Уилям, уловени на микрофон по време на фото разговор с пресата през 2005 г. и публикувани в националната преса. След въпрос от кралския кореспондент на Би Би Си Никълъс Уичъл Чарлз промърморва: „Тези проклети хора. Не мога да понасям този човек. Искам да кажа, той е толкова ужасен, наистина е такъв“.
През 2006 г. Чарлз завежда съдебно дело срещу в. „Мейл ъф Съндей“, след като са публикувани извадки от личните му дневници, разкриващи мненията му по въпроси като прехвърлянето на суверенитета на Хонконг към Китай през 1997 г., в които Чарлз описва китайските правителствени служители като „ужасяващи стари восъчни фигури“. Марк Боланд, неговият бивш личен секретар, заявява в изявление пред Върховния съд, че Чарлз „с готовност би прегърнал политическите аспекти на всеки спорен въпрос, от който се интересува... Той го извърши по много обмислен, обмислен и проучен начин. Той често наричаше себе си „дисидент“, работещ срещу преобладаващия политически консенсус.“ Джонатан Димбълби съобщава, че Чарлз „е натрупал редица уверености относно състоянието на света и не изпитва удоволствие от противоречието“.
През 2015 г. в. „Индипендънт“ отбелязва, че Чарлз ще говори само с телевизионни оператори „при условие, че те са подписали договор от 15 страници, изискващ Кларънс Хаус да присъства както на „грубия“, така и на „финия“ монтаж на филми и, ако е недоволен от крайния продукт, може да „премахне изцяло приноса от програмата“. Този договор постановява, че всички въпроси, насочени към Чарлз, трябва да бъдат предварително одобрени и проверени от представители на Чарлз.

### Телевизионни участия
Крал Чарлз III понякога се появява по телевизията. През 1984 г. той прочита своята детска книга „Старецът от Лохнагар“ (The Old Man of Lochnagar) за поредицата „Джаканори“ на Би Би Си. Сапунената опера в Обединеното кралство „Коронейшън Стрийт“ включва участие на Чарлз по време на 40-ата годишнина на шоуто през 2000 г., както и новозеландската анимационна поредица за млади хора bro'Town (2005), след като той присъства на представление на създателите на шоуто по време на турне на страната. Чарлз е интервюиран с принцовете Уилям и Хари от Ант и Дек, за да отбележи 30-ата годишнина на „Тръста на принца“ през 2006 г. и през 2016 г. отново е интервюиран от тях заедно със синовете си и Херцогинята на Корнуол, за да отбележи 40-ата годишнина.
Неговото спасяване на величествения шотландски дом Дъмфрис Хаус в Айршир, Шотландия е предмет на документалния филм на Алън Тичмарш „Кралска реставрация“ (Royal Restoration), излъчен по телевизията през май 2012 г. Също през май 2012 г. Чарлз се пробва като водещ на времето за Би Би Си, като докладва прогнозата за Шотландия като част от годишната им седмица в Двореца Холируд заедно с Кристофър Бланшет. Той вкарва хумор в своя доклад, питайки: „Кой, по дяволите, е написал този сценарий?“, тъй като се споменават кралски резиденции. През декември 2015 г. Чанъл 4 Нюз разкрива, че интервютата с Чарлз са предмет на договор, който ограничава въпросите до предварително одобрените и дава на служителите му надзор върху редактирането и правото да „премахне приноса в неговата цялост от програмата“. Каналът решава да не продължи с интервю на тази основа, което според някои журналисти би ги изложило на риск от нарушаване на Кодекса за излъчване на Офиса по комуникация (Ofcom) относно редакционната независимост и прозрачност.

## Резиденции и финанси
Кларънс Хаус, преди това резиденция на кралица Елизабет (Кралицата-майка), е официалната резиденция на Чарлз в Лондон от 2003 г., след като е реновирана на цена от 4,5 млн. лири Преди това той споделя апартаменти 8 и 9 в двореца Кенсингтън със съпругата си Даяна, преди да се премести в Йорк Хаус (историческо крило на Дворец „Сейнт Джеймс“), който остава основната му резиденция до 2003 г.
Като принц неговият основен източник на доходи се генерира от Херцогство Корнуол, което притежава 133 658 акра земя (около 54 090 хектара), включително земеделски, жилищни и търговски имоти, както и инвестиционен портфейл. Хайгрoув Хаус в Глостършър е собственост на Херцогство Корнуол, закупена за негово ползване през 1980 г. и която крал Чарлз наема за 336 хил. лири на година.
През 2007 г. Чарлз купува имот от 192 акра (150 акра пасища и паркове и 40 акра гори) в Кармартъншър и подава молба за разрешение да преустрои фермата в уелски дом за него и херцогинята на Корнуол, който да се отдава под наем като ваканционни апартаменти, когато двойката не е в резиденция. Съседно семейство казва, че предложенията нарушават местните разпоредби за планиране и приложението е временно спряно, докато бъде изготвен доклад за това как промените ще се отразят на местната популация на прилепи. Чарлз и Камила първо отсядат в новия имот, наречен Llwynywermod (Кармартъншър), през юни 2008 г. Те също остават в Бъркхол (Абърдийншър) за някои празници, който е частна резиденция в имението на замъка Балморал в Шотландия и преди това е използван от кралица Елизабет – Кралицата-майка.
През 2016 г. е съобщено, че имотите на Чарлз са получавали 100 хил. лири годишно земеделски субсидии от Европейския съюз. От 1993 г. Чарлз плаща данък доброволно съгласно Меморандума за разбирателство относно кралското данъчно облагане, актуализиран през 2013 г. През декември 2012 г. Данъчната и митническа служба на Нейно Величество е помолена да разследва предполагаемо укриване на данъци от Херцогство Корнуол. Херцогство Корнуол е посочено в Досиетата от Рая – набор от поверителни електронни документи, свързани с офшорни инвестиции, изтекли в германския вестник „Зюддойче Цайтунг“. Документите показват, че херцогството е инвестирало в базирана на Бермудските острови компания за търговия с въглеродни кредити, управлявана от един от състудентите на Чарлз в Кеймбридж. Инвестицията се пази в тайна, но няма предположения, че Чарлз или имението са укрили британски данъци.

## Титли, обръщения, почести и гербове

### Титли и обръщения
До възкачването си на британския престол Чарлз е 21-ви поред принц на Уелс. Освен тази титла той е носител на множество други титли, като употребата им е строго регламентирана и зависи от моментното му местопребиваване. Например в Югозападна Англия се използва титлата херцог на Корнуол, докато когато е в Шотландия се титулува херцог на Ротси и съпътстващите тази титла граф на Карик, барон на Ренфру, лорд на островите и велик стюард на Шотландия.
- 14 ноември 1948 г. – 6 февруари 1952 г.: Негово кралско височество принц Чарлз Единбургски[425]
- 6 февруари 1952 г. – 8 септември 2022 г.: Негово кралско височество Херцогът на Корнуол
  - в Шотландия: 6 февруари 1952 г. – 8 септември 2022 г.: Негово кралско височество Херцогът на Ротси
- 26 юли 1958 г. – 8 септември 2022 г.: Негово кралско височество Принцът на Уелс
- 8 септември 2022 г. – понастоящем: Негово Величество Кралят

Когато се разговаря с краля, правилният етикет е първоначалното обръщение Ваше Величество, а след това сър.

### Почести и военни звания
Чарлз е заемал значителни чинове във въоръжените сили на редица страни, откакто е номиниран за полетен лейтенант в Кралските военновъздушни сили през 1972 г. Първото почетно назначение на Чарлз във въоръжените сили е като главнокомандващ полковник на Кралския полк на Уелс през 1969 г.; оттогава той също е номиниран за Главен полковник, Полковник, Почетен въздушен командир, Главен въздушен командир, Заместник главен полковник, Кралски почетен полковник, Кралски полковник и Почетен командир на най-малко 32 военни формации в цялата Британска общност, включително Кралски стрелкови полк Гуркха, който е единственият чуждестранен полк в Британската армия. От 2009 г. насам Чарлз заема второто най-високо звание и в трите рода на Канадските въоръжени сили, а на 16 юни 2012 г. кралицата му присъжда най-високото почетно звание и в трите рода на Британските въоръжени сили, „за да признае подкрепата му в нея ролята на главнокомандващ", като го назначава като Адмирал на флота, Фелдмаршал и Маршал на Кралските военновъздушни сили. 
Той е въведен в седем ордена и е получил осем отличия от кралствата на Британската общност, и е носител на 20 различни отличия от чужди държави, както и на девет почетни степени от университети в Обединеното кралство, Австралия и Нова Зеландия.

#### Военни звания
Кралски военновъздушни сили
- 14 ноември 2006 г. — генерал
- 14 ноември 2006 г. — адмирал
- 14 ноември 2006 г. — главен маршал на авиацията
- 16 юни 2012 г. — фелдмаршал
- 16 юни 2012 г. — маршал

Кралски военноморски сили
- 16 юни 2012 г. — адмирал на флота

#### Отличия

##### Отличия на Великобритания и на страните от Обществото на нациите
- 2 юни 1953: Коронационен медал на Елизабета II, Великобритания
- 1958: Кралски рицар спътник на Най-благородния Орден на жартиерата (KG), Англия
- 1970: Медал на Освобождението на Фиджи, Фиджи
- 1975: Рицар на Големия кръст на Ордена на банята (GCB), Великобритания
- 1975: Медал за освобождението на Папуа Нова Гвинея, Папуа Нова Гвинея
- 1977: Кавалер на Ордена на бодила (KT), Шотландия
- 1977: Лорд и член на Тайния съвет (PC), Великобритания
- 7 февруари 1977: Медал за Сребърния юбилей на Елизабета II, Великобритания
- 1981: Рицар на Ордена на Австралия (AK), Австралия
- 1982: Двоен медал на Канадските въоръжени сили (CD**), Канада
- 1983: Кавалер на Почетния орден на кралицата (QSO), Нова Зеландия
- 1985: Велик командир на Ордена на лъва, Малави
- 1990: Новозеландски възпоменателен медал, Нова Зеландия
- 2001: Саскачевански орден за заслуги (SOM), Саскачеван
- 2001: Саскачевански доброволчески медал, Саскачеван
- 2002: Кавалер на Ордена на заслугите (OM), Великобритания
- 6 февруари 2002:  Златен юбилеен медал на кралица Елизабет II, Великобритания
- 2009: Медал на Почетното викториански кралско общество, Великобритания
- 6 февруари 2012:  Диамантен юбилеен медал на кралица Елизабет II, Великобритания
- 3 ноември 2012: Кралски гранд компаньон на Ордена на Логоху (GCL), Папуа Нова Гвинея
- 1 юли 2017: Компаньон на Ордена на Канада (C.C.), Канада
- 6 февруари 2022: Платинен юбилеен медал на кралица Елизабет II, Великобритания
- 18 май 2022: Изключителен комендант на Ордена за военни заслуги (CMM), Канада

##### Отличия на чужди страни
- 1969: Командир на Големия кръст на Ордена на бялата роза (SVR SR), Финландия
- 1971: Голяма лента на Висшия орден на хризантемата, Япония
- 1972: Голям кръст на Ордена на Короната, Нидерландия
- 1972: Голям кръст на Ордена на Дъбовата корона, Люксембург
- 1974: Кавалер на Ордена на слона (RE), Дания
- 1975: Голяма лента на Оясви Раяня (на Добродетелния управник), Непал
- 1975: Коронационен медал, Непал
- 1975: Кавалер на Ордена на серафимите (RSerafO), Швеция
- 1977: Почетен офицер на Ордена „Звезда на Гана“ (OSG), Гана
- 1978: Кавалер на Големия кръст на Ордена на Свети Олаф, Норвегия
- 1978: Голям кръст на Ордена на Южния кръст, Бразилия
- 1980: Коронационен медал на кралица Беатрикс, Нидерландия
- 1981: Голяма верига на Ордена на републиката, Египет
- 1982: Голям кръст на Ордена на Оранж-Насау, Нидерландия
- 1982: Голям кръст на Ордена на Почетния легион, Франция
- 1986: Голяма лента на Орден „Ал Халифа“, Бахрейн
- 1986: Верига на Ордена за заслуги, Катар
- 1986: Голям кръст на Ордена на Карлос III, Испания
- 1987: Голяма лента на Ордена на крал Абдул Азиз, Саудитска Арабия
- 1993: Кавалер на Ордена на Мубарак Велики, Кувейт
- 27 април 1993: Голям кръст на Ордена на Свети Бенедикт от Авис (GCA), Португалия
- 2010: Кавалер на Големия кръст на Ордена за заслуги, Унгария
- 2014: Голям кръст на специалния ранг на Ордена на Бояка, Колумбия
- 2015: Голям кръст на специалния клас на Ордена на Атцетския орел, Мексико
- 16 март 2017: Командир на Ордена за селскостопански заслуги, Франция
- 29 март 2017: Кавалер на Големия кръст на Ордена на звездата, Румъния
- 19 октомври 2018: Орден на дружбата, Армения
- 5 ноември 2018: Почетен компаньон на Ордена на звездата на Гана (CSG), Гана

##### Други отличия
- 1985: Албъртски медал (Кралско общество по изкуствата)

### Епоними
- Остров Принц Чарлз, открит през 1948 г., е кръстен на рождението на принца.
- През 2012 г. вид жаба, нов за науката, е наречен в негова чест: Hyloscirtus princecharlesi, като знак за приноса на принц Чарлз към опазването.

### Гербове

#### Като суверен
След смъртта на майка си принц Чарлз става крал Чарлз III и следователно наследява Кралския герб на Обединеното кралство. Това е гербът на господство на британския монарх. Използва от краля в официалното му качество на монарх на Обединеното кралство. Варианти на кралския герб се използват от други членове на британското кралско семейство, от британското правителство във връзка с администрацията и управлението на страната, както и някои съдилища и законодателни органи в редица кралства на Британската общност. Шотландска версия на кралския герб се използва в и за Шотландия. Гербовете под формата на знаме служат като основа за официалния флаг на монарха, Кралския щандарт.

В стандартния вариант на Кралския герб, използван извън Шотландия, щитът е разделен на четири. Изобразява в първата и четвъртата четвърт трите леопардоподобни лъва на Англия, във втората – лъвът, изправен на задни лапи и  двойното квадратно ограждане с хералдическите лилии на Шотландия, а в третата – арфата на Ирландия. Надшлемникът е стоящ на четири лапи лъв, носещ короната на свети Едуард, самият той върху още едно изображение на тази корона. Десният щитодръжец е също коронован английски лъв, а левият – шотландски еднорог. Английската и шотландската четвърти и щитодръжците са разменени в шотландската версия на герба. 
В зеленината отдолу са изобразени бодил, Тюдорска роза и трилистна детелина, представляващи съответно Шотландия, Англия и Ирландия. Отдолу е девизът на английските монарси, на френски: Dieu et mon droit („Бог и моето право“ или „Бог и моята дясна [ръка]“, или „Бог и моето законно право“, или „Бог и моята дясна [ръка ще ме защитават]“), наследен от сегашното кралско семейство, както и кръгът на жартиерата, който обгражда щита, изписан с девиза на Ордена на жартиерата на средновековен френски: Honi soit qui mal y pense („Срам за този, който мисли зло за него“). В герба, използван в Шотландия, се използва девизът на Ордена на бодила, на латински: Nemo me impune lacessit („Никой не ме провокира безнаказано“).

#### Като принц на Уелс (1958 – 2022)
Гербът на принца на Уелс, както се използва извън Шотландия, е кралският герб на Обединеното кралство с добавена бризура с три върха и с малък долен щит, носещ герба на Уелс. 
Нашлемникът е короната на принца на Уелс, върху която стои позлатен лъв на четири крака, увенчан с короната на принца на Уелс. 
Щитът е разделен на четири: първата и четвъртата четвърт са гербовете на Англия, втората на Шотландия, третата на Ирландия. Първата и четвъртата четвърт са в червено с три леопардоподобни лъва със светлосини нокти и език. Втората четвърт е в златисто с червен лъв, изправен на две лапи, със светлосини лапи и език, в двойна червена рамка с хералдически лилии. Третата четвърт е светлосиня с позлатена арфа със сребърни струни. Върху щита има по-малък щит, увенчан с корона и разделен на четири: в първата и третата четвърт на златист фон има червен леопардоподобен лъв, а във втората и четвъртата на светлосин фон има подобен лъв, но златист.
Десният щитодръжец е златист лъв, изправен на две задни лапи, с кралска/тюдорска/имперска корона, а левият – сребрист еднорог със златисти грива и рог, и със златиста корона на шията, украсена с кръстове и хералдически лилии. От короната тръгва верига, преминаваща през двата предни крака и зад гърба.
Девизът е немската фраза Ich dien (на български: Аз служа).
Кръгът на жартиерата, който обгражда щита, е изписан с девиза на Ордена на жартиерата на средновековен френски: Honi soit qui mal y pense („Срам за този, който мисли зло за него“).

### Транспаранти, знамена и щандарти

#### Като суверен
След смъртта на майка си, кралица Елизабет II принц Чарлз става крал Чарлз III и следователно приема Кралския щандарт. Това знаме се използва за представяне на краля не само в Обединеното кралство, но и в чужбина, когато прави държавни посещения. Това е кралският герб в недиференцирана форма на транспарант, използван последователно от британските монарси от 1702 г.

#### Като принц на Уелс
Транспарантите, използвани от Чарлз, докато е принц на Уелс, варират в зависимост от местоположението. Неговият личен щандарт е Кралският щандарт на Обединеното кралство, който се различава като в герба му със сребриста бризура с три върха и с щит на Княжество Уелс в центъра. Използва се извън Уелс, Шотландия, Корнуол и Канада и в цялото Обединено кралство, когато принцът действа в официално качество, свързано с въоръжените сили на Обединеното кралство.
Личното знаме за използване в Уелс се основава на Кралската емблема на Уелс (историческия герб на Кралство Гуинед), който се състои от четири квадранта, първият и четвъртият с червен лъв върху златно поле и вторият и третият със златен лъв на червено поле. Върху него е зелен щит, носещ короната с една арка на принца на Уелс.
В Шотландия личният транспарант, използван от 1974 г., се основава на три древни шотландски титли: Херцог на Ротси (престолонаследник на краля на Шотландия), Върховен стюард на Шотландия и Лорд на островите. Знамето е разделено на четири квадранта като герба на вожда на клана Стюарт от Апин: първият и четвъртият квадрант се състоят от златно поле със синя и сребриста карирана лента в центъра; вторият и третият квадрант показват черна галера на сребрист фон. Гербът се различава от този на Апин с добавянето в щита на малък щит с лъва на Шотландия с лилии, изправен на задни лапи, нарушен от тривърхова бризура в светлосиньо, за да посочи престолонаследника.
В Корнуол транспарантът е гербът на херцога на Корнуол: 15 златни монети на черен фон.
През 2011 г. Канадските хералдически власти въвеждат личен хералдически транспарант за принца на Уелс за използване в Канада, състоящ се от щита на герба на Канада, нарушен от син кръг с перата на принца на Уелс, заобиколен от венец от златни кленови листа и бяла бризура с три върха.
- Транспарант с гербове
- Щандарт на Уелс
- Щандарт на Шотландия
- Транспарант с герба на Херцога на Корнуол
- Щандарт на Принца на Уелс за лична употреба в Канада

### Емблеми
Като принц на Уелс Чарлз има своя емблема: Трите пера, известни като Перата на принца на Уелс. Те са негова дясна хералдическа емблема. Състои се от три бели щраусови пера, излизащи от златна корона със синя панделка отдолу, носеща девиза на немски Ich dien („Аз служа“). Употребата ѝ води началото си от XIV век от Едуард, Черния принц.
Хералдическата емблема е емблемата на Херцога на Корнуол или на Престолонаследника на британския трон.
Емблемата понякога се използва като символ на Уелс, например в уелския ръгби съюз и в уелските полкове на Британската армия. Това следва използването на титлата „Принц на Уелс“ от английската (по-късно британска) монархия след убийството на Давид III ап Грифид, последният местен принц на Уелс.

## Брак и потомство
Жени се два пъти:
∞ 1. 29 юли 1981 в Катедрала „Свети Павел“ в Лондон за лейди Даяна Спенсър (* 1 юли 1961, Сандрингам, Великобритания, † 31 август 1997, Париж, Франция), дъщеря на Едуард Джон Спенсър, виконт Алтроп, 8-и граф Спенсър, и първата му съпруга Франсис. Развеждат се на 28 август 1996 г. Имат двама сина:
- Уилям Артър Филип Луи (* 21 юни 1982, Лондон, Великобритания), принц на Уелс; ∞ 29 април 2011 за Катрин Елизабет Мъдълтън (* 9 януари 1982, Рединг, Великобритания), дъщеря на Майкъл Мидълтън и съпругата му Карол Голдсмит. Двамата имат двама сина (Джордж Александър Луи, * 22 юли 2013, и Луи Артър Чарлз, * 23 април 2018) и една дъщеря (Шарлот Елизабет Даяна, * 2 май 2015).
- Хенри Чарлз Албърт Дейвид, познат като „Принц Хари“ (* 15 септември 1984, Лондон), херцог на Съсекс; ∞ 19 май 2018 за Меган Маркъл (* 4 август 1981, Лос Анджелис, САЩ), от която има син (Арчи, * 6 май 2019) и дъщеря (Лилибет, * 4 юни 2021).

∞ 2. 9 април 2005 в Уиндзор Гилдхол, Лондон за Камила Паркър Боулс (* 17 юли 1947 като Камила Розмари Шанд, Лондон), дъщеря на Брус Шанд, бизнесмен и бивш офицер, и съпругата му Розалин Кюбит. Нямат деца.

## Родословие
|  |                                 |  |  |  |  |  |  |  |  |  |  |  |  |
|  | Георгиос I                      |  |  |  |  |  |  |  |  |  |  |  |  |
|  |                                 |  |  |  |  |  |  |  |  |  |  |  |  |
|  |                                 |  |  |  |  |  |  |  |  |  |  |  |  |
|  | Андрей Гръцки и Датски          |  |  |  |  |  |  |  |  |  |  |  |  |
|  |                                 |  |  |  |  |  |  |  |  |  |  |  |  |
|  |                                 |  |  |  |  |  |  |  |  |  |  |  |  |
|  | Олга Константиновна             |  |  |  |  |  |  |  |  |  |  |  |  |
|  |                                 |  |  |  |  |  |  |  |  |  |  |  |  |
|  |                                 |  |  |  |  |  |  |  |  |  |  |  |  |
|  | Филип, херцог на Единбург       |  |  |  |  |  |  |  |  |  |  |  |  |
|  |                                 |  |  |  |  |  |  |  |  |  |  |  |  |
|  |                                 |  |  |  |  |  |  |  |  |  |  |  |  |
|  | Лудвиг Александър фон Батенберг |  |  |  |  |  |  |  |  |  |  |  |  |
|  |                                 |  |  |  |  |  |  |  |  |  |  |  |  |
|  |                                 |  |  |  |  |  |  |  |  |  |  |  |  |
|  | Алис Батенберг                  |  |  |  |  |  |  |  |  |  |  |  |  |
|  |                                 |  |  |  |  |  |  |  |  |  |  |  |  |
|  |                                 |  |  |  |  |  |  |  |  |  |  |  |  |
|  | Виктория фон Хесен-Дармщат      |  |  |  |  |  |  |  |  |  |  |  |  |
|  |                                 |  |  |  |  |  |  |  |  |  |  |  |  |
|  |                                 |  |  |  |  |  |  |  |  |  |  |  |  |
|  | Чарлз III                       |  |  |  |  |  |  |  |  |  |  |  |  |
|  |                                 |  |  |  |  |  |  |  |  |  |  |  |  |
|  |                                 |  |  |  |  |  |  |  |  |  |  |  |  |
|  | Джордж V                        |  |  |  |  |  |  |  |  |  |  |  |  |
|  |                                 |  |  |  |  |  |  |  |  |  |  |  |  |
|  |                                 |  |  |  |  |  |  |  |  |  |  |  |  |
|  | Джордж VI                       |  |  |  |  |  |  |  |  |  |  |  |  |
|  |                                 |  |  |  |  |  |  |  |  |  |  |  |  |
|  |                                 |  |  |  |  |  |  |  |  |  |  |  |  |
|  | Мери Тек                        |  |  |  |  |  |  |  |  |  |  |  |  |
|  |                                 |  |  |  |  |  |  |  |  |  |  |  |  |
|  |                                 |  |  |  |  |  |  |  |  |  |  |  |  |
|  | Елизабет II                     |  |  |  |  |  |  |  |  |  |  |  |  |
|  |                                 |  |  |  |  |  |  |  |  |  |  |  |  |
|  |                                 |  |  |  |  |  |  |  |  |  |  |  |  |
|  | Клод Джордж Боуз-Лайън          |  |  |  |  |  |  |  |  |  |  |  |  |
|  |                                 |  |  |  |  |  |  |  |  |  |  |  |  |
|  |                                 |  |  |  |  |  |  |  |  |  |  |  |  |
|  | Елизабет Боуз-Лайън             |  |  |  |  |  |  |  |  |  |  |  |  |
|  |                                 |  |  |  |  |  |  |  |  |  |  |  |  |
|  |                                 |  |  |  |  |  |  |  |  |  |  |  |  |
|  | Сесилия Боуз-Лайън              |  |  |  |  |  |  |  |  |  |  |  |  |
|  |                                 |  |  |  |  |  |  |  |  |  |  |  |  |
|  |                                 |  |  |  |  |  |  |  |  |  |  |  |  |

## В популярната култура
Чарлз е герой в редица игрални филми и телевизионни сериали. По-специално във филма „Spencer" от 2021 г. ролята му е изиграна от Джак Фартинг. В британско-американския сериал „Короната“ в ролята на Чарлз е Джулиан Баринг (сезон 2), Джош О'Конър (сезони 3-4) и Доминик Уест (сезони 5-6).

## Обяснителни бележки
1. ↑  Като управляващ монарх Чарлз обикновено не използва фамилно име, но когато е необходимо, то е Маунтбатън-Уиндзор (Mountbatten-Windsor). Вж. "The Royal Family name". Official website of the British monarchy. Архивирано от оригинала на 15 февруари 2009 г. Посетено на 3 февруари 2009 г.
2. ↑  14-те кралства са: Антигуа и Барбуда, Австралия, Бахамските острови, Белиз, Канада, Гренада, Ямайка, Нова Зеландия, Папуа Нова Гвинея, Сейнт Китс и Невис, Сейнт Лусия, Сейнт Винсент и Гренадини, Соломонови острови и Тувалу. Някои от тях желаят да станат републики (вж. по въпроса  Which countries will King Charles III reign over?, Az Jazeera, 12 септември 2022, посетено на 19 септември 2022).
3. ↑  На 10 септември официално за Англия и Канада, на 11 септември за Шотландия, Уелс и Северна Ирландия, и Австралия, на 12 септември за Нова Зеландия, на 13 септември за Папуа Нова Гвинея, Соломоновите острови и Тувалу.
4. ↑  Кръстници на принц Чарлз са: кралят на Обединеното кралство (негов дядо по майчина линия); кралят на Норвегия Хокон VII (негов братовчед, чийто пълномощник е граф Атлон – Александър Кембридж); кралица Мери (неговата прабаба по майчина линия); принцеса Маргарет (негова леля по майчина линия); принц Джордж от Гърция и Дания (негов прачичо по бащина линия, за когото херцогът на Единбург е пълномощник); вдовстващата маркиза на Милфорд Хейвън Виктория фон Хесен-Дармщат (негова прабаба по бащина линия); лейди Брабърн (негова братовчедка), и почитаемият Дейвид Боус-Лайън (негов прачичо по майчина линия).
5. ↑  Държавните съветници (на англ. Counsellors of State) са висши членове на британското кралско семейство, на които монархът може да делегира и премахва кралски функции чрез писма, патентовани под Големия печат, за да се предотврати забавяне или затруднение при изпращането на публични дела в случай на неговото заболяване (с изключение на пълна недееспособност) или неговото планирано или действително отсъствие от Обединеното кралство.
6. ↑  Лордът Върховен комисар към Общото събрание на Шотландската църква е личен представител на шотландския монарх в Общото събрание на Шотландската църква (Кърк), което отразява ролята на Църквата като национална църква на Шотландия и ролята на монарха като защитник и член на тази Църква.
7. 1 2  В хералдиката страните на щита се определят не от положението на зрителя, а от това на този, който го държи. Поради тази причина хералдично ляво е всъщност дясно за зрителя и т.н.

## Библиографски бележки
1. ↑  Page 1003 | Supplement 41948, 5 February 1960 | London Gazette | The Gazette //   Посетен на 16 февруари 2024 г.
2. 1 2 3 4 5 6  HRH The Prince of Wales | Prince of Wales //    4 юни 2020 г.  Архивиран от [{{{url}}} оригинала]. Посетен на 16 февруари 2024 г.
3. 1 2  Charles formally confirmed as king in ceremony televised for first time //  BBC News.   10 септември 2022. Посетен на 21 септември 2022.
4. ↑  Prince Charles becomes longest-serving heir apparent //  BBC News.   20 април 2011.  Архивиран от оригинала на 18 юли 2015. Посетен на 21 септември 2022.
5. ↑  Bryan, Nicola. Prince Charles is longest-serving Prince of Wales //  BBC News.   9 септември 2017.  Архивиран от оригинала на 9 септември 2017. Посетен на 21 септември 2022.
6. ↑  Profession reacts to Prince Charles' 10 design principles //   architectsjournal.co.uk, 22 декември 2014. Посетен на 21 септември 2022.
7. ↑  Forgey, Benjamin. Prince Charles, Architecture's Royal pain //  The Washington Post.   22 февруари 1990.  Архивиран от оригинала на 29 април 2020. Посетен на 21 септември 2022.
8. ↑  How the Poundbury project became a model for innovation //  Financial Times.   1 ноември 2013.  Архивиран от оригинала на 29 април 2020. Посетен на 21 септември 2022.
9. ↑  Rourke, Matt. Prince Charles to receive environmental award in NYC //  USA Today.   28 януари 2007.  Архивиран от оригинала на 25 септември 2013. Посетен на 21 септември 2022.
10. ↑  Alderson, Andrew. Prince Charles given 'friend of the forest' award //  Daily Telegraph.   14 март 2009.  Архивиран от оригинала на 1 октомври 2013. Посетен на 21 септември 2022.
11. ↑  Spangenburg, Ray. Organic and GMO-Free Foods: A Luxury? //  Open For Debate: Genetic Engineering.   Benchmark Books, 2004. ISBN 9780812979800. с. 32.
12. 1 2  Carrington, Damian. Princess Anne backs GM crops and livestock – unlike Prince Charles //  The Guardian.   22 март 2017. Посетен на 21 септември 2022.
13. 1 2  Weissmann, Gerald. Homeopathy: Holmes, Hogwarts, and the Prince of Wales //  The FASEB Journal 20 (11).   септември2006. DOI:10.1096/fj.06-0901ufm. с. 1755–1758.
14. ↑  Brady, Brian. He's at it again: Prince Charles accused of lobbying Health Secretary over homeopathy //  Independent.   21 юли 2013.  Архивиран от оригинала на 8 декември 2015. Посетен на 21 септември 2022.
15. ↑  Prince Charles and Alternative Medicine | Science-Based Medicine //  sciencebasedmedicine.org.   15 февруари 2022. Посетен на 21 септември 2022. (на американски английски)
16. 1 2 3  Revill, Jo. Now Charles backs coffee cure for cancer //  The Observer.   UK, 27 юни 2004.  Архивиран от оригинала на 27 септември 2013. Посетен на 21 септември 2022.
17. ↑  O'Connor, Mary. Police to investigate Prince Charles' charity //  BBC.   16 февруари 2022. Посетен на 21 септември 2022.
18. ↑  "No. 38455". The London Gazette. 15 ноември 1948. с. 1. Посетено на 21 септември 2022
19. ↑  Brandreth, Gyles (2007). Charles and Camilla: Portrait of a Love Affair. UK: Random House, с. 120.
20. ↑  50 facts about the Queens Coronation //   www.royal.uk.  Архивиран от оригинала на 7 февруари 2021. Посетен на 21 септември 2022.
21. 1 2  Growing Up Royal //  Time.   25 април 1988.  Архивиран от оригинала на 31 март 2005. Посетен на 4 юни 2009.
22. 1 2 3  About the Prince of Wales Архив на оригинала от 2016-05-09 в Wayback Machine. royal.uk - 26 декември 2018
23. ↑  Lieutenant Colonel H. Stuart Townend //  The Times.   London, 30 октомври 2002.  Архивиран от оригинала на 22 юни 2018. Посетен на 21 септември 2022.
24. 1 2  HRH The Prince of Wales //   Debrett's.  Архивиран от оригинала на 4 юли 2012. Посетен на 27 август 2012.
25. ↑  Brandreth, Gyles (2007). Charles and Camilla: Portrait of a Love Affair. UK: Random House, с. 1390.
26. ↑  Rocco, Fiammetta. Flawed Family: This week the Prince of Wales disclosed still powerful resentments against his mother and father //  The Independent.   18 октомври 1994. Посетен на 21 септември 2022.
27. ↑  HRH The Prince of Wales //   Debrett's.  Архивиран от оригинала на 4 юли 2012. Посетен на 27 август 2012.
28. 1 2  Colditz in kilts? Charles loved it, says old school as Gordonstoun hits back at The Crown //  Daily Telegraph.   10 декември 2017.  Архивиран от оригинала на 20 юни 2018. Посетен на 21 септември 2022.
29. 1 2  The Prince of Wales – Education //   Prince of Wales.  Архивиран от оригинала на 13 ноември 2012. Посетен на 8 декември 2012.
30. ↑  The New Boy at Timbertop //  The Australian Women's Weekly.   Australia, 9 февруари 1966. с. 7.  Архивиран от оригинала на 1 април 2021. Посетен на 21 септември 2022.
31. ↑  Timbertop - Prince Charles Australia //   British Pathé, 1966.  Архивиран от оригинала на 11 март 2021. Посетен на 21 септември 2022.
32. ↑  Prince had happy time at Timbertop //  The Canberra Times.   Australian Capital Territory, Australia, 31 януари 1973. с. 11.  Архивиран от оригинала на 1 април 2021. Посетен на 21 септември 2022.
33. ↑  Brandreth, Gyles (2007). Charles and Camilla: Portrait of a Love Affair. UK: Random House, с. 145.
34. ↑  HRH The Prince of Wales //  Prince of Wales.   Посетен на 21 септември 2022. (на английски)
35. ↑  Brandreth, Gyles (2007). Charles and Camilla: Portrait of a Love Affair. UK: Random House, с. 151.
36. ↑  The Prince of Wales – Education //   Prince of Wales.  Архивиран от оригинала на 13 ноември 2012. Посетен на 8 декември 2012.
37. ↑  "No. 41460". The London Gazette. 29 юли 1958. с. 4733. Посетено на 21 септември 2022
38. ↑  The Prince of Wales – Previous Princes of Wales //   Prince of Wales.  Архивиран от оригинала на 11 октомври 2008. Посетен на 12 октомвриr 2008.
39. ↑  The Prince of Wales – Investiture //   Prince of Wales.  Архивиран от оригинала на 20 октомври 2008. Посетен на 12 октомври 2008.
40. ↑  H.R.H. The Prince of Wales Introduced //  Hansard.   11 февруари 1970. Посетен на 21 септември 2022.
41. ↑  The Prince of Wales – Biography //   Prince of Wales.  Архивиран от оригинала на 9 ноември 2012. Посетен на 12 октомври 2008.
42. ↑  Sport and Leisure //  Hansard.   Посетен на 21 септември 2022.
43. ↑  Alvin Shuster. Prince Charles Speaks in Lords //  The New York Times.   14 юни 1974.  Архивиран от оригинала на 29 април 2020. Посетен на 12 юни 2018.
44. ↑  Voluntary Service in the Community //  Hansard.    Архивиран от оригинала на 27 юли 2020. Посетен на 16 октомври 2019.
45. ↑  The Prince's Trust //   The Prince's Charities.  Архивиран от оригинала на 21 септември 2008. Посетен на 12 октомври 2008.
46. ↑  Ferretti, Fred. Prince Charles pays a quick visit to city //  New York Times.   18 юни 1981.  Архивиран от оригинала на 29 април 2020. Посетен на 21 септември 2022.
47. ↑  Daley, Paul. Long to reign over Aus? Prince Charles and Australia go way back //  Gardian.   9 ноември 2015.  Архивиран от оригинала на 13 юни 2018. Посетен на 21 септември 2022.
48. ↑  David Murray. Next governor-general could be Prince Harry, William //  The Australian.   24 ноември 2009.  Архивиран от оригинала на 29 април 2020. Посетен на 12 юни 2018.
49. ↑  Brandreth 2007, с. 169–170 "Military Career of the Prince of Wales". Prince of Wales. Архивирано от оригинала на 14 май 2013.Посетено на19 April 2013.
50. ↑  Brandreth 2007, с. 170.
51. ↑  Ranter, Harro. Incident British Aerospace BAe-146-100 ZE700, 29 Jun 1994 //  aviation-safety.net.   Посетен на 21 септември 2022.
52. ↑  Steve Boggan. Prince gives up flying royal aircraft after Hebrides crash //  The Independent.   19 юли 1995.  Архивиран от оригинала на 24 март 2017. Посетен на 21 септември 2022.
53. ↑  Brandreth, Gyles (2007). Charles and Camilla: Portrait of a Love Affair. UK: Random House, с. 170.
54. ↑  Swaine, Jon. Prince Charles 'becomes hardest-working Royal' //  The Daily Telegraph.    Архивиран от оригинала на 13 октомври 2013. Посетен на 2 октомври 2012.
55. ↑  Prince Charles is hardest working royal //   Female First.  Архивиран от оригинала на 7 ноември 2012. Посетен на 2 октомври 2012.
56. ↑  100 Coronation Facts //   Royal Household. Посетен на 1 May 2023.
57. 1 2  Landler, Mark (8 September 2022). "Long an Uneasy Prince, King Charles III Takes On a Role He Was Born To". The New York Times. Посетено на 21 септември 2022.
58. ↑  The royal clan: who's who, what do they do and how much money do they get? //  The Guardian.   Посетен на 8 April 2023.
59. ↑  Brandreth, Gyles (2007). Charles and Camilla: Portrait of a Love Affair. UK: Random House, с. 325.
60. ↑  Opening of the Senedd //   assemblywales.org.  Архивиран от оригинала на 10 август 2014. Посетен на 8 август 2014.
61. ↑  Anthony Holden (1980), Charles, Prince of Wales, с. 287
62. ↑  Times, Robert Trumbull; Special to The New York. Fiji Raises the Flag of Independence After 96 Years of Rule by British //   10 октомври 1970. Посетен на 21 септември 2022.
63. ↑  1973: Bahamas' sun sets on British Empire //   9 юли 1973. Посетен на 21 септември 2022.
64. ↑  Papua New Guinea Celebrates Independence //   16 септември 1975. Посетен на 21 септември 2022.
65. ↑  Zimbabwe Gains Independence 18 април 1980. Посетено на 21 септември 2022
66. ↑  Brunei celebrated its independence from Britain Thursday with traditional... //  UPI.   22 февруари 1984. Посетен на 21 септември 2022.
67. ↑  Ainge Roy, Eleanor. 'Damn ... I missed': the incredible story of the day the Queen was nearly shot //  Gardian.   13 януари 2018.  Архивиран от оригинала на 1 март 2018. Посетен на 21 септември 2022.
68. ↑  Newman, John. Cambodian Refugees //  New South Wales Legislative Assembly Hansard.   Parliament of New South Wales.  Архивиран от оригинала на 29 септ. 2007.
69. ↑  Student fires 2 blanks at Prince Charles //  Los Angeles Times.   27 януари 1994.  Архивиран от оригинала на 12 август 2014. Посетен на 21 септември 2022.
70. ↑  Archive: Prince Charles visits Ireland in 1995 //   BBC.  Архивиран от оригинала на 11 май 2018. Посетен на 14 април 2018.
71. ↑  McCullagh, David. Prince Charles Makes First Royal Visit to Ireland 1995 //   Raidió Teilifís Éireann.  Архивиран от оригинала на 15 април 2018. Посетен на 14 април 2018.
72. ↑  Brendon, Piers (2007), The Decline and Fall of the British Empire, 1781–1997, Random House, с. 660
73. ↑  Brown, Judith (1998), The Twentieth Century, The Oxford History of the British Empire Volume IV, Oxford University Press, с. 594
74. ↑  Sino-American Relations: Volume 23, Institute of Sino-American Relations, College of Chinese Culture, 1997, с. 4
75. ↑  TRH continue their annual tour of Wales //   Prince of Wales website.  Архивиран от оригинала на 19 ноември 2007. Посетен на 19 април 2013.
76. ↑  Prince Charles recalls military service at CFB Gagetown as royal tour kicks off //  National Post.   21 май 2012.  Архивиран от оригинала на 25 март 2021. Посетен на 21 септември 2022.
77. ↑  Bates, Stephen. Cautious Canada underwhelmed by Charles's visit //  The Guardian.   26 април 2001.  Архивиран от оригинала на 21 октомври 2013. Посетен на 21 септември 2022.
78. ↑  Patron of Canadian Warplane Heritage Museum //   warplane.com.  Архивиран от оригинала на 21 октомври 2013. Посетен на 28 август 2013.
79. ↑  Charles shakes hands with Mugabe at Pope's funeral //  The Times.   London, 8 април 2005.  Архивиран от оригинала на 22 юни 2018. Посетен на 21 септември 2022.
80. ↑  Gentleman, Amelia. Flower power //  The Guardian.   13 ноември 2001.  Архивиран от оригинала на 10 май 2014. Посетен на 21 септември 2022.
81. ↑  The Prince of Wales opens the Commonwealth Games //   Prince of Wales, 3 октомври 2010.  Архивиран от оригинала на 21 май 2015. Посетен на 28 август 2013.
82. ↑  Press & Communications //   Westminster Abbey News, 21 март 2011.  Архивиран от оригинала на 18 август 2011. Посетен на 25 декември 2011.
83. ↑  Prince Charles at London service for NZ quake victims //  BBC News.   27 март 2011.  Архивиран от оригинала на 27 февруари 2012. Посетен на 21 септември 2022.
84. ↑  Tears flow at quake memorial service in London //  Stuff.co.nz.   28 март 2011.  Архивиран от оригинала на 23 октомври 2012. Посетен на 21 септември 2022.
85. ↑  Queen to miss Colombo CHOGM //  The Hindu.   8 май 2013.  Архивиран от оригинала на 9 август 2013. Посетен на 21 септември 2022.
86. ↑  Queen to miss Commonwealth meeting for first time since 1973 //  The Guardian.   7 май 2013.  Архивиран от оригинала на 21 октомври 2013. Посетен на 21 септември 2022.
87. ↑  Prince Charles makes 'generous' Syria donation //  thecommentator.com.   27 март 2013.  Архивиран от оригинала на 19 април 2013. Посетен на 19 април 2013.
88. ↑  Addley, Esther. Prince Charles to claim state pension – and donate it to charity //  The Guardian.   7 ноември 2013.  Архивиран от оригинала на 8 август 2014. Посетен на 21 септември 2022.
89. ↑  The Prince of Wales organises Measles-Rubella vaccination donation to the Phillippines [sic] //   Prince of Wales, 26 март 2014.  Архивиран от оригинала на 30 март 2014. Посетен на 27 юли 2014.
90. ↑  Foster, Max. Prince Charles arranges mass vaccination for Typhoon Haiyan victims //   CNN, 26 март 2014.  Архивиран от оригинала на 8 август 2014. Посетен на 27 юли 2014.
91. ↑  Evans, Rob. Supreme court clears way for release of secret Prince Charles letters //  The Guardian.   26 March 2015.  Архивиран от оригинала на 27 март 2015. Посетен на 21 септември 2022.
92. ↑  Cabinet Office //   www.gov.uk.  Архивиран от оригинала на 18 дек. 2020. Посетен на 15 май 2015.
93. ↑  Vinter, Robyn. What are the Black Spider Memos? Read Prince Charles's letters in full //   londonlovesbusiness.com, 14 май 2015.  Архивиран от оригинала на 16 май 2015. Посетен на 15 май 2015.
94. ↑  Prince Charles's black spider memos in 60 seconds //  The Daily Telegraph.    Архивиран от оригинала на 16 май 2015. Посетен на 15 май 2015.
95. ↑  Prince Charles, the toothfish and the toothless 'black spider' letters //  Washington Post.   14 май 2015.  Архивиран от оригинала на 6 април 2018. Посетен на 23 май 2015.
96. ↑  Spector, Dina. There are 3 reasons why Britain might be completely underwhelmed by Prince Charles' black spider memos //  Business Insider.   Посетен на 23 май 2015.
97. ↑  Jenkins, Simon. The black spider memos: a royal sigh of woe at a world gone to the dogs //  Guardian.   13 май 2015.  Архивиран от оригинала на 14 юни 2018. Посетен на 23 май 2015.
98. ↑  Roberts, Andrew. All the 'black spider memos' expose is the passion and dignity of Prince Charles //  The Daily Telegraph.   13 май 2015.  Архивиран от оригинала на 15 май 2015. Посетен на 23 май 2015.
99. ↑  Mills, Joe. 'Black spider' memos: Prince Charles successfully badgered Blair over health rules //   IB Times, 14 май 2015.  Архивиран от оригинала на 16 ноември 2018. Посетен на 23 май 2015.
100. ↑  Booth, Robert. Revealed: Prince Charles has received confidential cabinet papers for decades //  The Guardian.   15 декември 2015.  Архивиран от оригинала на 10 януари 2017. Посетен на 22 декември 2016.
101. ↑  "Prince Charles Shakes the Hand of Irish Republican Leader Gerry Adams". Time. Архивирано от оригинала на 21 май 2015. Посетено на 21 май 2015.
102. ↑  McDonald, Henry. Prince Charles and Gerry Adams share historic handshake //  The Guardian.   19 май 2015.  Архивиран от оригинала на 21 май 2015. Посетен на 21 септ. 2022.
103. ↑  Historic handshake between Prince Charles and Gerry Adams //  The Independent.   19 май 2015.  Архивиран от оригинала на 19 май 2015. Посетен на 21 септ. 2022.
104. ↑  Adam, Karla. Prince Charles, in Ireland, meets with Sinn Fein party leader Gerry Adams //  The Washington Post.   19 май 2015.  Архивиран от оригинала на 22 май 2015. Посетен на 21 септ. 2022.
105. ↑  Hickey, Daniel. Man jailed over explosives find before Prince Charles's visit //  Irish Times.   6 декември 2016.  Архивиран от оригинала на 7 декември 2016. Посетен на 21 септ. 2022.
106. ↑  Man jailed over Prince Charles bomb plot //  BBC News.   21 септ. 2022.  Архивиран от оригинала на 12 октомври 2018. Посетен на 20 юни 2018.
107. ↑  Dissident leader McGrane jailed for directing terrorism //  RTÉ.ie.   7 декември 2017. Посетен на 21 септември 2022.
108. ↑  Prince Miteb bin Abdullah Receives Britain's Heir Apparent The official Saudi Press Agency //    Архивиран от оригинала на 7 февр. 2017.
109. ↑  BAE agrees price on Typhoon jet deal with Saudi Arabia government //  The Guardian.   19 февруари  2014.  Архивиран от оригинала на 21 March 2020. Посетен на 21 септ. 2022.
110. ↑  Prince Charles meets members of the Saudi royal family //  The Daily Telegraph.   10 февр. 2015.  Архивиран от оригинала на 10 август 2018. Посетен на 21 септ. 2022.
111. ↑  Davies, Caroline. Prince Charles performs sword dance in Saudi Arabia //  The Guardian.   19 февр. 2014. Посетен на 21 септ. 2022.
112. ↑  Crown Prince Honours BAE Systems Saudi Arabia //   Посетен на 21 септ. 2022.
113. ↑  MP criticises Prince Charles' role in BAE Systems' sale of fighter jets to Saudi Arabia //  The National.   9 юни 2016. Посетен на 21 септ. 2022.
114. ↑  Prince Charles does not want to be used to sell arms in the Middle East //  The Independent.   3 февруари 2015.  Архивиран от оригинала на 4 август 2017. Посетен на 21 септ. 2022.
115. ↑  Adam, Karla. Commonwealth backs Prince Charles as its next leader //  The Washington Post.   20 април  2018.  Архивиран от оригинала на 6 август 2018. Посетен на 21 септ. 2022.
116. ↑  Event marks 50 years of Prince of Wales //   7 март 2019.  Архивиран от оригинала на 8 March 2019. Посетен на 21 септ. 2022.
117. ↑  Prince Charles and Camilla make history in Cuba //  BBC News.   25 март 2019.  Архивиран от оригинала на 2 април  2019. Посетен на 21 септ. 2022.
118. ↑  Cooney, Rebecca. Prince Charles becomes International Rescue Committee's first UK patron //   10 януари 2020. Посетен на 21 септ. 2022.
119. ↑  Hill, Erin. Prince Charles Sends Message to India amid 'Horrific' COVID-19 Surge: 'We Will Win This Battle' //   28 април 2021. Посетен на 21 септ. 2022.
120. ↑  Boseley, Matilda. Prince Charles's letter to John Kerr reportedly endorsing sacking of Whitlam condemned //  The Guardian.   24 окт. 2020. Посетен на 21 септ. 2022.
121. ↑  Mills, Rhiannon. Barbados: Prince Charles acknowledges 'appalling' history of slavery as island becomes a republic //  Sky News.   30 ноември 2021. Посетен на 21 септ. 2022.
122. ↑  All About Prince Charles's Visit to Barbados as the Country Cuts Ties With The Monarchy //  Town & Country.   28 ноември 2021. Посетен на 21 септ. 2022.
123. ↑  Regretful Prince Charles flies to Barbados to watch his realm become a republic //  The Times.   28 ноември 2021. Посетен на 21 септ. 2022.
124. ↑  Ott, Haley. Britain's Prince Charles tests positive for COVID-19 for the 2nd time //   CBS News, 10 февруари 2022. Посетен на 21 септ. 2022.
125. ↑  Foster, Max. Britain's Queen Elizabeth tests positive for Covid-19 //   CNN, 20 февр. 2022. Посетен на 21 септ. 2022.
126. ↑  Covid: Prince Charles and Camilla get first vaccine //  BBC News.   10 февруари 2021. Посетен на 21 септ. 2022.
127. ↑  Davies, Caroline. Queen remains 'very much in charge' even as Charles makes speech //  The Guardian.   10 май 2022. Посетен на 21 септ. 2022.
128. ↑  Dathan, Matt. Prince Charles: Flying migrants to Rwanda is 'appalling' //  The Times.   10 юни 2022. Посетен на 21 септ. 2022.
129. ↑  Rwanda deportation plan: Prince Charles 'says policy is appalling' as court rules first asylum seekers can be sent away //  Sky News.   11 юни 2022. Посетен на 21 септ. 2022.
130. ↑  Wheeler, Caroline. Charles won't be Prince Charming if he keeps on meddling, say ministers //  The Times.   Посетен на 21 септ. 2022.
131. 1 2  The Prince's Charities //   Prince of Wales.  Архивиран от оригинала на 26 септ. 2010. Посетен на 16 октомври 2012.
132. ↑  Mackreal, Kim (18 May 2012), "Prince Charles rallies top-level support for his Canadian causes", The Globe and Mail, архивиран от оригинала на 20 май 2012, посетен на 22 май 2012 г.
133. ↑  HRH The Prince of Wales //   Official website.  Архивиран от оригинала на 31 дек. 2018. Посетен на 26 декември 2018.
134. 1 2  Royal Visit 2001 //   Canadianheritage.gc.ca.  Архивиран от оригинала на 22 септ. 2008. Посетен на 12 октомври 2008.
135. ↑  Contact Us //   The Prince's Charities Australia.  Архивиран от оригинала на 9 август 2014. Посетен на 22 януари 2013.
136. ↑  Dimbleby, Jonathan (1994). The Prince of Wales: A Biography. New York: William Morrow and Company, с. 250.
137. ↑  HRH The Prince of Wales //   Official website.  Архивиран от оригинала на 31 дек. 2018. Посетен на 26 декември 2018.
138. ↑  FARA Charity //   FARA Enterprises.  Архивиран от оригинала на 12 окт. 2010. Посетен на 25 септември 2012.
139. ↑  Charles, Prince of Wales //   Planetizen.  Архивиран от оригинала на 16 март 2012. Посетен на 31 март 2012.
140. ↑  Prince Charles' 60th //  10 interesting facts about Prince Charles.   Planned Seniorhood.  Архивиран от оригинала на 14 юни 2012. Посетен на 31 март 2012.
141. ↑  Text of the Prince of Wales's speech at the 150th anniversary of the Royal Institute of British Architects (RIBA) Архив на оригинала от 27 септември 2007 в Wayback Machine. Royal Gala Evening at Hampton Court Palace, 30 май 1984.
142. ↑  The Prince of Wales Accepts Vincent Scully Prize //  artdaily.com.   2013.  Архивиран от оригинала на 23 май 2013. Посетен на 19 април 2013.
143. ↑  Charles, Prince of Wales //   Planetizen.  Архивиран от оригинала на 16 март 2012. Посетен на 31 март 2012.
144. ↑  Department of Finance (19 March 2007), The Budget Plan 2007: Aspire to a Stronger, Safer, Better Canada (PDF), Queen's Printer for Canada, с. 99, архивирано (PDF) от оригинала на 12 юни 2009, посетено на 1 май 2012
145. ↑  Heritage Services //   Heritage Canada Foundation.  Архивиран от оригинала на 14 септември 2008. Посетен на 12 октомври 2008.
146. ↑  Hales, Linda. Prince Charles to Accept Scully Prize at Building Museum //  The Washington Post.   26 октомври 2005.  Архивиран от оригинала на 5 март 2016. Посетен на 19 април 2013.
147. ↑  The Prince of Wales Accepts Vincent Scully Prize //   artdaily.com.  Архивиран от оригинала на 23 март 2013. Посетен на 19 април 2013.
148. ↑  "Prinţul Charles, fermier de Fălticeni," Архив на оригинала от 5 ноември 2013 в Wayback Machine., [Prince Charles, farm owner in Fălticeni], Evenimentul Zilei, 13 май 2003. Архивирано от оригинала на 5 ноември 2013.
149. ↑  Prince opposes Dracula park //  BBC News.   6 May 2002.  Архивиран от оригинала на 4 октомври 2008. Посетен на 12 октомври 2008.
150. ↑  Prince of Wales inspects IHBC work in Transylvania //   Institute of Historic Building Conservation.  Архивиран от оригинала на 13 юни 2011. Посетен на 12 октомври 2008.
151. ↑  The Mihai Eminescu Trust //   Mihaieminescutrust.org.  Архивиран от оригинала на 24 октомври 2008. Посетен на 12 октомври 2008.
152. ↑  Cum merg afacerile printului Charles in Romania //   Hotnews.ro.  Архивиран от оригинала на 3 януари 2009. Посетен на 12 октомври 2008. (на румънски)
153. ↑  EXPLOZIV: Charles de România //   Ziua de Cluj.  Архивиран от оригинала на 5 ноември 2011. Посетен на 7 November 2011. (на румънски)
154. ↑  Romania: Hurray for King Charles! Palace: Vlad off, he's ours! //   Посетен на 7 November 2011.
155. 1 2  HRH visits the Oxford Centre for Islamic Studies new building //   The Prince of Wales.  Архивиран от оригинала на 19 юни 2007. Посетен на 15 декември 2008.
156. 1 2  Architects urge boycott of Prince Charles speech //  NBC News.    Архивиран от оригинала на 2 януари 2014. Посетен на 20 юни 2009.
157. 1 2  Architects to hear Prince appeal //  BBC News.   12 май 2009.  Архивиран от оригинала на 2 декември 2010. Посетен на 20 юни 2009.
158. 1 2  Booth, Robert. Prince Charles's meddling in planning 'unconstitutional', says Richard Rogers //  The Guardian.   UK, 15 юни 2009.  Архивиран от оригинала на 24 декември 2013. Посетен на 20 юни 2009.
159. ↑  Brooks, Richard. Top architects attack Prince Charles – again //  The Sunday Times.   19 April 2009.  Архивиран от оригинала на 22 ювлни 2018. Посетен на 22 юни 2018. нужен е абонамент
160. 1 2  Chelsea Barracks developer apologises to Prince Charles //  BBC.   24 юли 2010. Посетен на 26 септември 2022.
161. ↑  Fletcher, Pascal. Haiti taps Prince Charles charity for city makeover //  Reuters.   2 октомври 2010.  Архивиран от оригинала на 20 октомври 2013. Посетен на 28 август 2013.
162. ↑  Booth, Robert. Prince Charles drafted in to help rebuild quake damaged Port-au-Prince //  Гардиън.   10 октомври 2010.  Архивиран от оригинала на 17 септември 2013. Посетен на 28 август 2013.
163. ↑  Dame, Marketing Communications: Web // University of Notre. Prince Charles honored for his architectural patronage //   Notre Dame News.  Архивиран от оригинала на 24 август 2020. Посетен на 4 октомври 2017.
164. ↑  Carpenters' Company website Архив на оригинала от 2012-07-17 в Wayback Machine.. Посетено на 17 юни 2012.
165. ↑  Shipwrights' Company website Архив на оригинала от 2012-06-25 в Wayback Machine., Drapers' Company website, Gardeners' Company website Архив на оригинала от 2012-09-10 в Wayback Machine., and Carpenters' Company website Архив на оригинала от 2012-07-17 в Wayback Machine..
166. ↑  Prince Charles honored with HMS's Global Environmental Citizen Award //  The Harvard Gazette.    Архивиран от оригинала на 10 март 2021. Посетен на 11 октомври 2021.
167. ↑  Low, Valentine. No one is calling my fears over the climate dotty now, says Prince Charles //  The Times.   19 февруари 2020. Посетен на 31 септември 2022.
168. ↑  Rowlatt, Justin. Prince Charles: I understand climate activists' anger //  BBC.   11 октомври 2021. Посетен на 22 септември 2022.
169. ↑  Ferran, Lee. Prince Charles Eavesdrops on Tourists, Speaks to Plants //  ABC News.   20 септември 2010. Посетен на 22 септември 2022.
170. 1 2  Our Story //   Duchyoriginals.com.  Архивиран от оригинала на 5 октомври 2012. Посетен на 22 септември 2012.
171. ↑  Rainey, Sarah. Why Prince Charles's Duchy Originals takes the biscuit //  Daily Telegraph.   12 ноември 2013.  Архивиран от оригинала на 1 април 2021. Посетен на 30 юли 2014.
172. ↑  Prince Charles charms Assiniboia //   CBC, 27април 2001.  Архивиран от оригинала на 24 September 2015. Посетен на 30 юли 2014.
173. ↑  Prince helps 'suicidal' farmers //   CNN, 15 март 2001.  Архивиран от оригинала на 10 август 2014. Посетен на 30 юли 2014.
174. ↑  What is The Mutton Renaissance? //   Mutton Renaissance Campaign.  Архивиран от оригинала на 2022-09-15. Посетен на 15 септ. 2022.
175. ↑  Oatcakes at dawn: The truth about Duchy Originals //  The Independent.   London, 7 окт. 2006.  Архивиран от оригинала на 15 октомври 2007. Посетен на 12 октомври 2008.
176. ↑  Spangenburg, Ray. Organic and GMO-Free Foods: A Luxury? //  Open For Debate: Genetic Engineering.   Benchmark Books, 2004. ISBN 9780812979800. с. 32.
177. ↑  Rosenbaum, Martin. Prince Charles warned Tony Blair against GM foods //  BBC News.   23 януари 2019. Посетен на 10 септември 2022.
178. ↑  Carrington, Damian. Princess Anne backs GM crops and livestock – unlike Prince Charles //  The Guardian.   Посетен на 10 май 2022.
179. ↑  The Prince of Wales – The Prince of Wales is presented with the 10th Global Environmental Citizen Award in New York //   Prince of Wales.  Архивиран от оригинала на 16 юни 2008. Посетен на 12 окт. 2008.
180. ↑  Milmo, Cahal. Prince Charles jets in to US to collect environment award //  The Independent.   27 януари 2007.  Архивиран от оригинала на 25 септ. 2015. Посетен на 27 юли 2014.
181. ↑  Prince Charles accused of 'green hypocrisy' //   CBC, 19 януари 2007.  Архивиран от оригинала на 19 март 2014. Посетен на 27 юли 2014.
182. ↑  Фараж продължава: „Как може някой като принц Чарлз да бъде допуснат да дойде в Европейския парламент по това време, за да обяви, че смята, че той трябва да има повече правомощия? Щеше да е по-добре за страната, която той иска да управлява един ден, ако беше останал вкъщи и се беше опитал да убеди Гордън Браун да даде на хората обещания референдум [за Договора от Лисабон]“ Вж. "UKIP anger at prince's EU speech". BBC News. 14 February 2008. Архивирано от оригинала на 17 февруари 2008. Посетено на 22 септември 2012.
183. ↑  UK's Prince Charles blasts climate-change skeptics //   Apnews.myway.com.  Архивиран от оригинала на 18 октомври 2013. Посетен на 22 септ. 2012.
184. ↑  The Prince of Wales Receives Medal //   KFW. Посетен на 22 септември 2012.
185. ↑  "Prince Charles sends a message to IUCN's World Conservation Congress". International Union for Conservation of Nature. Архивирано от оригинала на 15 март 2013 г. Посетено на 6 април 2013 г.
186. ↑  Prince Charles donates £50,000 to support flooded Somerset residents //  The Independent.   4 февруари 2014.  Архивиран от оригинала на 18 юни 2018. Посетен на 27 юли 2014.
187. ↑  Rayner, Gordon. Prince Charles says speaking his mind is 'in my blood' as he returns to Somerset Levels //  The Telegraph.   8 юли 2014.  Архивиран от оригинала на 18 юли 2014. Посетен на 27 юли 2014.
188. ↑  Prince Charles gives £50,000 to Somerset flood victims //   channel4.com, 4 февр. 2014.  Архивиран от оригинала на 7 юли 2014. Посетен на 27 юли 2014.
189. ↑  No plan B for climate change without forests, Prince Charles tells Paris summit //  The Guardian.   1 декември 2015. Посетен на 22 септември 2022.
190. ↑  Cartner-Morley, Jess. Vin + Omi team up with Prince Charles to launch clothing line made of nettles //    Архивиран от оригинала на 2 септември 2019. Посетен на 22 септември 2022.
191. ↑  Furness, Hannah. Prince Charles launches his own climate change 'content platform' //  The Telegraph.    Архивиран от оригинала на 30 декември 2020. Посетен на 11 февруари 2021.
192. ↑  Stacey, Danielle. Prince Charles' exciting new TV project revealed //  Hello!.   25 септември 2021. Посетен на 22 септ. 2022.
193. ↑  Green, Matthew. Military-style Marshall Plan needed to combat climate change, says Prince Charles //  Reuters.   21 септември 2020. Посетен на 22 септември 2022.
194. ↑  Myers, Joe. This member of the British Royal Family has a vital message if we are to save the planet //  World Economic Forum.   22 януари 2020. Посетен на 22 септември 2022.
195. ↑  Inman, Phillip. Pandemic is chance to reset global economy, says Prince Charles //   3 юни 2020.  Архивиран от оригинала на 17 ноември 2020. Посетен на 3 юни 2020.
196. ↑  Greenfield, Patrick. Prince Charles urges businesses to sign Terra Carta pledge to put planet first //  The Guardian.   11 януари 2021.  Архивиран от оригинала на 15 януари 2021. Посетен на 22 септември 2022.
197. ↑  Barbiroglio, Emanuela. Prince Charles Wants Companies To Raise £7.3bn For His Earth Charter //  Forbes.   15 януари 2021.  Архивиран от оригинала на 1 април 2021. Посетен на 22 септември 2022.
198. ↑  HRH Prince Charles and Sir Jony Ive's Terra Carta Design Lab Reveals its 20 Finalists //  Royal College of Art.   21 януари 2022.  Архивиран от оригинала на 2022-02-04. Посетен на 22 септември 2022.
199. ↑  Furness, Hannah. Face mask for cows among finalists for Prince Charles' climate crisis prize //  The Telegraph.   21 януари 2022. Посетен на 22 септември 2022.
200. ↑  Campione, Katie. Prince Charles Launches 'Food for the Future' Program Aiming to Eliminate Waste //  People.   16 септември 2021. Посетен на 22 септември 2022.
201. ↑  Prince Charles speaks of importance of UK hedgerows //  BBC.   5 декември 2021. Посетен на 22 септември 2022.
202. ↑  Members of the Royal Family attend G7 Summit events | Prince of Wales //  www.princeofwales.gov.uk.    Архивиран от оригинала на 13 юни 2021.
203. ↑  Walker, Peter. Cop26 'literally the last chance saloon' to save planet – Prince Charles //  The Guardian.   31 октомври 2021. Посетен на 22 септември 2022.
204. ↑  Elbaum, Rachel. Prince Charles calls for 'warlike footing' in climate fight as world leaders gather //  NBC.   1 ноември 2021. Посетен на 22 септември 2022.
205. ↑  Prince Charles and His Battle for Our Planet, 8 декември 2021. Посетено на 22 септември 2022.
206. ↑  Garlick, Hattie. How to do the Prince Charles diet - and eat the perfect amount of meat and dairy //  The Telegraph.   11 окт. 2021.  Архивиран от оригинала на 10 януари 2022. Посетен на 8 дек. 2021.
207. ↑  The Prince of Wales launches climate action scholarships for small island nation students //  Prince of Wales.   14 март 2022. Посетен на 22 септември 2022.
208. ↑  Hay, Katharine. Charles pledges partnership with experts to eradicate allergies after girl's death //  The Independent.   7 септ. 2022. Посетен на 22 септември 2022.
209. ↑  Feder, Barnaby J. More Britons Trying Holistic Medicine //  The New York Times.   9 януари 1985.  Архивиран от оригинала на 1 юни 2013. Посетен на 12 окт. 2008.
210. ↑  Bower, Tom (2018). "6". Rebel prince : the power, passion and defiance of Prince Charles. London. The Prince of Wales (December 2012). The first hint of his coming campaign had been his 1982 address to the annual conference of the British Medical Association. To celebrate his election as the BMA’s new president, he used the invitation to criticise the profession’s rejection of alternative or complementary therapie
211. ↑  The Prince of Wales (December 2012). "Integrated health and post modern medicine". Journal of the Royal Society of Medicine. 105 (12): 496–498. doi:10.1258/jrsm.2012.12k095. PMC 3536513. PMID 23263785. In that same speech to the BMA in 1982, I quoted Paracelsus...
212. ↑  Hamilton-Smith, Anthony (9 April 1990). "Medicine: Complementary And Conventionaltreatments". Посетено на 13 септември 2022. In his address to the British Medical Association in 1983, the Prince of Wales voiced his fear that our current preoccupation with the sophistication of modern medicine would divert our attention from: "those ancient, unconscious forces, lying beneath the surface, which will help to shape the psychological attitudes of modern man."
213. ↑  Rainey, Sarah (12 November 2013). "Prince Charles and homeopathy: crank or revolutionary?". The Daily Telegraph. Архивиран от оригинала на 14 февруари 2021. Посетен на 22 юни 2022. Charles’s public devotion to alternative medicine first became clear in an address to the British Medical Association in December 1982 on the 150th anniversary of its foundation
214. ↑  Carr-Brown, Jonathon. Charles's 'alternative GP' campaign stirs anger //  The Times.   UK, 14 август 2005.  Архивиран от оригинала на 22 юни 2018. Посетен на 11 март 2009.
215. ↑  A speech by HRH The Prince of Wales on complementary therapies and cancer care, The Royal College of Obstetricians and Gynaecologists, London | Prince of Wales //  www.princeofwales.gov.uk.    Архивиран от оригинала на 27 октомври 2021. Посетен на 8 септ. 2022. (на английски)
216. ↑  Prince criticised over therapies //   8 July 2004. Посетен на 22 септември 2022. Prince Charles told a conference in June that he knew a woman who had beaten cancer after going on the Gerson diet. This diet involves eating large amounts of vegetables and fruit and having coffee enemas on a daily basis.
217. ↑  Baum, Michael. An open letter to the Prince of Wales: with respect, your highness, you've got it wrong //  BMJ 329 (7457).   10 юли 2004. DOI:10.1136/bmj.329.7457.118. с. 118.
218. ↑  Cancer surgeon rebukes Prince over alternative therapy support //  www.telegraph.co.uk.   9 юли 2004. Посетен на 22 септември 2022. A leading breast cancer surgeon has issued a strong rebuke to the Prince of Wales over his support for alternative therapy for cancer patients.
219. ↑  Cowell, Alan. Lying in wait for Prince Charles //  The New York Times.   24 май 2006.  Архивиран от оригинала на 29 ноември 2012. Посетен на 15 октомври 2009.
220. ↑  Henderson, Mark. Prince of Wales's guide to alternative medicine 'inaccurate' //  The Times.   London, 17 април 2008.  Архивиран от оригинала на 22 юни 2018. Посетен на 30 август 2008.
221. ↑  Singh, Simon, Ernst, Edzard. Trick or Treatment: Alternative Medicine on Trial.   Corgi, 2008.
222. 1 2 3  Walker, Tim. Prince Charles lobbies Andy Burnham on complementary medicine for NHS //  The Telegraph.   UK, 31 октомври 2009.  Архивиран от оригинала на 27 март 2010. Посетен на 1 април 2010.
223. ↑  Colquhoun, David. HRH "meddling in politics" //   DC's Improbable Science, 12 март 2007.  Архивиран от оригинала на 15 октомври 2010. Посетен на 6 ноември 2009.
224. ↑  Nigel Hawkes. Doctors attack natural remedy claims //  The Times.   UK, 1 септ. 2006.  Архивиран от оригинала на 22 юни 2018. Посетен на 22 юни 2018.
225. ↑  Booth, Robert. Prince Charles's aide at homeopathy charity arrested on suspicion of fraud //  The Guardian.   London, 26 април 2010.  Архивиран от оригинала на 21 май 2017. Посетен на 24 септември 2012.
226. ↑  FIH. Statement from the Prince's Foundation for Integrated Health //    Архивиран от оригинала на 2013-02-02. Посетен на 2022-09-11.
227. 1 2  Sample, Ian. College of Medicine born from ashes of Prince Charles's holistic health charity //  The Guardian.   UK, 2 август 2010.  Архивиран от оригинала на 3 август 2010. Посетен на 24 септ. 2012.
228. ↑  Colquhoun, David. Don't be deceived. The new "College of Medicine" is a fraud and delusion //   29 окт. 2010.  Архивиран от оригинала на 11 септ. 2012. Посетен на 24 септ. 2012.
229. ↑  Hawkes, Nigel. Prince's foundation metamorphoses into new College of Medicine //  BMJ 341 (1).   29 октомври 2010. DOI:10.1136/bmj.c6126. с. 6126.  Архивиран от оригинала на 2 декември 2010.
230. ↑  HRH The Prince of Wales is announced as College of Medicine Patron //  College of Medicine.   17 декември 2019. Посетен на 22 септември 2022.
231. ↑  Prince Charles: I use homeopathy in animals to cut antibiotic use //  The Guardian.   12 май 2016.  Архивиран от оригинала на 12 май 2016. Посетен на 12 май 2016.
232. ↑  Prince Charles becomes patron of homeopathy group //  the Guardian.   25 June 2019. Посетен на 8 September 2022.
233. ↑  Whipple, Tom. Scientists attack Charles for becoming Faculty of Homeopathy patron //   26 юни 2019. Посетен на 8 септември 2022.
234. ↑  Brown, Rivkah. Opinion: Prince Charles' mission to save homeopathy is a boon for anti-science //  The Independent.   29 юни 2019. Посетен на 8 септември 2022.
235. ↑  Sanai, Leyla. Prince Charles' irresponsible support for homeopathy | The Spectator //  www.spectator.co.uk.   27 юни 2019. Посетен на 8 септ. 2022.
236. ↑  Holden, Anthony (1979). Prince Charles. New York: Atheneum. с. 141-142
237. ↑  Prince and Camilla attend church //  BBC News.   13 February 2005.  Архивиран от оригинала на 4 август 2017. Посетен на 22 септември 2022.
238. ↑  Helena Smith. Has Prince Charles found his true spiritual home on a Greek rock? //  The Guardian.   UK, 12 май 2004.  Архивиран от оригинала на 1 април 2021. Посетен на 22 септември 2022.
239. ↑  "Prinţul Charles, fermier de Fălticeni," Архив на оригинала от 5 ноември 2013 в Wayback Machine., [Prince Charles, farm owner in Fălticeni Evenimentul Zilei]], 13 май 2003
240. ↑  Princ Čarls u manastiru Kovilj //  Ekspres.net.   Посетен на 2022-09-09. (на сръбски)
241. ↑  About OCIS //   Oxford Centre for Islamic Studies.  Архивиран от оригинала на 27 октомври 2008.
242. ↑  Garner, Clare. Prince's guru dies aged 90 //  The Independent.   17 декември 1996.  Архивиран от оригинала на 20 декември 2012. Посетен на 31 март 2012.
243. ↑  African author Laurens van der Post dies in London //   Irish Times, 17 декември 1996.  Архивиран от оригинала на 8 март 2021. Посетен на 8 февруари 2020.
244. ↑  Review: In Harmony with a Philosopher King //   philosophyinwessex.org, 4 януари 2012.  Архивиран от оригинала на 8 август 2014. Посетен на 30 юли 2014.
245. ↑  "It's time for harmony between science and spirituality". positivenews.org.uk. 29 март   2013. Архивиран от оригинала на 8 август 2014 г. Посетено на 30 юли 2014 г.
246. ↑  "Books of the Year – Harmony and Farundell". 6 декември 2010 г. Архивиран от оригинала на 5 август 2014 г. Посетено на 30 юли 2014 г.
247. ↑  "2011 Nautilus Awards Gold Winners". Nautilus Book Awards. Архивирано от оригинала на 19 декември 2011. Посетено на 11 май 2013.
248. ↑  Britain's first Syriac Orthodox Cathedral consecrated //  Angelican Communion News Service.   25 ноември 2016. Посетен на 22 септември 2022.
249. ↑  Cardinal Newman declared a saint by the Pope //  BBC News.   13 октомври 2019.  Архивиран от оригинала на 20 октомври 2019. Посетен на 25 февруари 2020.
250. ↑  Prince Charles wishes Palestinians 'freedom, justice and equality' //   24 януари 2020.  Архивиран от оригинала на 26 март 2020. Посетен на 27 март 2020.
251. ↑  Charles arrives in Bethlehem during historic Palestinian visit //   ITV News, 24 януари 2020.  Архивиран от оригинала на 27 март 2020. Посетен на 27 март 2020.
252. ↑  Charles vows to keep "Defender of the Faith" title as King //   secularism.org.uk, 9 февруари 2015.  Архивиран от оригинала на 15 юли 2015. Посетен на 24 юли 2015.
253. ↑  Prince Charles becomes longest-serving heir apparent //  BBC News.   20 април 2011.  Архивиран от оригинала на 18 July 2015. Посетен на 30 ноември 2011.
254. ↑  Rayner, Gordon. Prince of Wales will be oldest monarch crowned //  The Daily Telegraph.   19 септември 2013.  Архивиран от оригинала на 20 септември 2013. Посетен на 19 септември 2013.
255. ↑  Wheatstone, Richard. Secret committee arranging Prince Charles' coronation 'revealed after blunder' //  The Mirror.   11 September 2016.
256. ↑  Hyde, Nathan. Prince of Wales plans for a 'scaled back' coronation ceremony with Camilla //  CambridgeshireLive.   17 февруари 2022. Посетен на 8 март 2022.
257. 1 2  Pierce, Andrew. Call me George, suggests Charles //  The Times.   UK, 24 декември 2005.  Архивиран от оригинала на 22 юни 2018. Посетен на 13 юли 2009.
258. ↑  White, Michael. Charles denies planning to reign as King George //  The Guardian.   UK, 27 декември 2005.  Архивиран от оригинала на 2 октомври 2013. Посетен на 2 октомври 2012.
259. ↑  Britain's new monarch to be known as King Charles III //  Reuters.   8 септември 2022. Посетен на 8 септември 2022.
260. ↑  King Charles III pays tribute to his 'darling mama' in first address //   9 септември 2022. Посетен на 22 септември 2022.
261. ↑  Ratcliffe, Rebecca. Charles III is proclaimed King //  The Guardian.   10 септември 2022. Посетен на 10 септември 2022.
262. ↑  King Charles III becomes King of Canada amid artillery salute, heraldic trumpets //   10 септември 2022. Посетен на 19 септември 2022.
263. ↑  Charles III proclaimed king in Scotland, Wales, Northern Ireland //   11 септември 2022. Посетен на 19 септември 2022.
264. ↑  Charles III proclaimed King of Australia //   11 септември 2022. Посетен на 19 септември 2022.
265. ↑  Australia proclaims King Charles III as head of state //  CNN.   11 септември 2022. Посетен на 19 септември 2022.
266. ↑  King Charles III officially proclaimed as New Zealand's new king //   12 септември 2022. Посетен на 19 септември 2022.
267. ↑  King Charles III officially proclaimed as New Zealand's new king //   12 септември 2022. Посетен на 19 септември 2022.
268. ↑  King Charles III proclaimed Papua New Guinea head of state //   13 септември 2022. Посетен на 19 септември 2022.
269. ↑  Пост на Solomon Star News //   13 септември 2022. Посетен на 19 септември 2022.
270. ↑  Coronation on 6 May for King Charles and Camilla, Queen Consort //   11 октомври 2022. Посетен на 11 октомври 2022.
271. ↑  Coronation of King Charles III to take place in May //   11 октомври 2022. Посетен на 11 октомври 2022.
272. ↑  Mahler, Kevin. Ghosts? Here's the true tale of things that go bump in the night //  The Times.   14 February 2022.  Архивиран от оригинала на 28 October 2022. Посетен на 9 September 2022.
273. ↑  Hyde, Nathan. Prince of Wales plans for a 'scaled back' coronation ceremony with Camilla //  CambridgeshireLive.   17 February 2022.  Архивиран от оригинала на 8 March 2022. Посетен на 8 March 2022.
274. ↑  Arasteh, Amira. King Charles III coronation: When is he officially crowned and what happens next? //  The Daily Telegraph.   23 September 2022.  Архивиран от оригинала на 23 September 2022. Посетен на 23 September 2022.
275. ↑  King Charles III, the new monarch //  BBC News.   18 September 2022.  Архивиран от оригинала на 20 September 2022. Посетен на 13 October 2022.
276. ↑  King Charles III: Special Edinburgh day ends with gun salute and flypast //  BBC News.   5 July 2023.  Архивиран от оригинала на 1 August 2023. Посетен на 5 July 2023.
277. ↑  Kirka, Danica. King Charles III welcomes S. African leader for state visit //  Associated Press.   22 November 2022.  Архивиран от оригинала на 25 March 2023. Посетен на 21 September 2023.
278. ↑  Said-Moorhouse, Lauren. King Charles becomes first British monarch to address German parliament //  CNN.   30 March 2023.  Архивиран от оригинала на 27 September 2023. Посетен на 21 September 2023.
279. ↑  Said-Moorhouse, Lauren. King Charles makes historic speech at French senate as he hails 'indispensable' UK-France relationship //  CNN.   1 September 2023.  Архивиран от оригинала на 21 September 2023. Посетен на 21 September 2023.
280. ↑  Foster, Max. King Charles acknowledges Kenya's colonial-era suffering but stops short of apologizing //  CNN.   Посетен на 6 February 2024.
281. ↑  King Charles cancer diagnosis: Health issues monarch has faced over the years //  Sky News.   5 February 2024.  Архивиран от оригинала на 5 February 2024. Посетен на 5 February 2024.
282. ↑  Charles has hernia operation //  BBC News.   29 March 2003.  Архивиран от оригинала на 21 January 2024. Посетен на 22 January 2024.
283. ↑  King Charles cancer diagnosis: Health issues monarch has faced over the years //  Sky News.   5 February 2024.  Архивиран от оригинала на 5 February 2024. Посетен на 5 February 2024.
284. ↑  Charles breaks shoulder on fox hunt //  CNN.   6 януари 2001. Посетен на 22 септември 2022.
285. ↑  Prince recovers after fall //  BBC.   7 януари 2001. Посетен на 22 септември 2022.
286. ↑  Reynolds, Emma. Prince Charles tests positive for novel coronavirus //   25 март 2020.  Архивиран от оригинала на 25 March 2020. Посетен на 21 септ. 2022.
287. 1 2  Coronavirus: Prince Charles tests positive but 'remains in good health' //   BBC, 26 март 2020. Посетен на 21 септ. 2022.
288. ↑  Davies, Gareth. Prince Charles tests positive for coronavirus: These are his most recent engagements //  The Telegraph.   25 март 2020.  Архивиран от оригинала на 25 март 2020. Посетен на 21 септ. 2022.
289. ↑  Warning to all as Prince Charles catches coronavirus amid 'queue jump' claims – The Yorkshire Post says //  The Yorkshire Post.   25 март 2020. Посетен на 21 септ. 2022.
290. ↑  Rudd, Andy. Coronavirus: NHS workers' fury that Prince Charles had test with "mild symptoms" //  Daily Mirror.   25 март 2020. Посетен на 21 септ. 2022.
291. ↑  Prince Charles out of Self isolation after recovering from virus //  The Independent.   30 март 2020.  Архивиран от оригинала на 31 март 2020. Посетен на 21 септ. 2022.
292. ↑  Picheta, Rob. Prince Charles is out of isolation after contracting coronavirus //   CNN, 30 март 2020.  Архивиран от оригинала на 30 март 2020. Посетен на 21 септ. 2022.
293. ↑  Prince Charles addresses coronavirus diagnosis, says he's 'on the other side of the illness' //  USA Today.   1 април 2020.  Архивиран от оригинала на 2 април 2020. Посетен на 21 септ. 2022.
294. ↑  Coughlan, Sean. King Charles in hospital for prostate treatment //  BBC News.   26 January 2024.  Архивиран от оригинала на 26 January 2024. Посетен на 26 January 2024.
295. ↑  Coughlan, Sean. King Charles III diagnosed with cancer, Buckingham Palace says //  BBC News.   5 February 2024.  Архивиран от оригинала на 5 February 2024. Посетен на 5 February 2024.
296. ↑  Trapper, James. King Charles expresses 'lifelong admiration' for cancer charities //  The Guardian.   10 February 2024. Посетен на 11 February 2024.
297. ↑  Queen Camilla to step in for King Charles at annual Royal Maundy Service as monarch to miss event //  Sky News.   4 March 2024. Посетен на 4 March 2024.
298. ↑  Holden, Michael. King Charles will miss Commonwealth Day service //  Reuters.   5 March 2024. Посетен на 5 March 2024.
299. ↑  Brandreth, Gyles (2007). Charles and Camilla: Portrait of a Love Affair. UK: Random House. с. 192-195.
300. ↑  Brandreth, Gyles (2007). Charles and Camilla: Portrait of a Love Affair. UK: Random House. с. 178
301. ↑  Dimbleby, Jonathan (1994). The Prince of Wales: A Biography. New York: William Morrow and Company.  с. 204-206
302. ↑  Brandreth, Gyles (2007). Charles and Camilla: Portrait of a Love Affair. UK: Random House., с. 200
303. ↑  Dimbleby, Jonathan (1994). The Prince of Wales: A Biography. New York: William Morrow and Company, с. 263
304. ↑  Dimbleby, Jonathan (1994). The Prince of Wales: A Biography. New York: William Morrow and Company, с. 263-265
305. ↑  Dimbleby, Jonathan (1994). The Prince of Wales: A Biography. New York: William Morrow and Company, с. 299-300
306. ↑  Dimbleby, Jonathan (1994). The Prince of Wales: A Biography. New York: William Morrow and Company. с. 279
307. ↑  Dimbleby, Jonathan (1994). The Prince of Wales: A Biography. New York: William Morrow and Company. с. 280-282
308. ↑  Dimbleby, Jonathan (1994). The Prince of Wales: A Biography. New York: William Morrow and Company. с. 281-283
309. ↑  Royally Minted: What we give them and how they spend it //  New Statesman.   UK, 13 юли 2009.
310. ↑  Brown, Tina. The Diana Chronicles.   2007. с. 720.
311. ↑  Smith, Sally Bedell (2000). Diana in Search of Herself: Portrait of a Troubled Princess. Signet, с. 561.
312. ↑  The truth behind Charles and Camilla's affair storyline in The Crown //  Radio Times.   Посетен на 9 септември 2022.
313. ↑  Diana 'wanted to live with guard' //  BBC News.   7 декември 2004.  Архивиран от оригинала на 31 юли 2017. Посетен на 31 юли 2017.
314. 1 2  Langley, William. The Mannakee file //  The Daily Telegraph.   12 декември 2004.  Архивиран от оригинала на 31 юли 2017. Посетен на 31 юли 2017.
315. ↑  Lawson, Mark. Diana: In Her Own Words – admirers have nothing to fear from the Channel 4 tapes //  The Guardian.    Архивиран от оригинала на 20 септември 2017. Посетен на 22 октомври 2017.
316. ↑  Milmo, Cahal. Conspiracy theorists feast on inquiry into death of Diana's minder //  The Independent.   8 декември 2004.  Архивиран от оригинала на 1 август2017. Посетен на 31 юли 2017.
317. ↑  Princess Diana's Former Lover Maintains He Is Not Prince Harry's Father //   Vanity fair, 13 март 2017.  Архивиран от оригинала на 26 юни 2019. Посетен на 25 ноември 2018.
318. ↑  Quest, Richard (3 June 2002). "Royals, part 3: Troubled Times" Архивирано от оригинала на 15 юли 2016 at the Wayback Machine, CNN. Посетено на 17 юни 2012
319. ↑  Hewitt denies Prince Harry link //  BBC News.   21 септември 2002.  Архивиран от оригинала на 15 февр. 2009. Посетен на 24 април 2011.
320. ↑  Holder, Margaret. Who Does Prince Harry Look Like? James Hewitt Myth Debunked //  The Morton Report.    Архивиран от оригинала на 29 май 2012. Посетен на 22 май 2012.
321. ↑  "The Camillagate Tapes" Архив на оригинала от 1 юли 2010 в Wayback Machine., 18 декември 1989, phone transcript, Phone Phreaking
322. ↑  Royals caught out by interceptions //  BBC News.   29 ноември 2006.  Архивиран от оригинала на 28 август 2017. Посетен на 22 септември 2022.
323. ↑  The Princess and the Press //  PBS.    Архивиран от оригинала на 10 март 2017. Посетен на 7 януари 2017.
324. ↑  Timeline: Charles and Camilla's romance //  BBC.   6 април 2005.  Архивиран от оригинала на 2 февруари 2017. Посетен на 22 септември 2022.
325. ↑  1995: Diana admits adultery in TV interview //   BBC, 1995. Посетен на 22 септември 2022.
326. ↑  The Panorama Interview with the Princess of Wales //  BBC News.   20 ноември 1995.  Архивиран от оригинала на 4 март 2011. Посетен на 8 януари 2010.
327. ↑  'Divorce': Queen to Charles and Diana //  BBC News.   20 декември 1995.  Архивиран от оригинала на 23 декември 2010. Посетен на 12 октомври 2008.
328. ↑  Charles and Diana to divorce //   21 декември 1995.  Архивиран от оригинала на 2 април 2015. Посетен на 23 юли 2013.
329. ↑  Whitney, Craig R. Prince Charles Arrives in Paris to Take Diana's Body Home //  The New York Times.   31 август 1997.  Архивиран от оригинала на 6 декември 2013. Посетен на 5 маъ 2014.
330. ↑  Wickell, Carly. Camilla's Engagement Ring //   About.com.  Архивиран от оригинала на 10 ноември 2013. Посетен на 22 август 2013.
331. ↑  Order in Council, 2 март 2005 //   Privy-council.org.uk.  Архивиран от оригинала на 2020-07-30. Посетен на 20 февруари 2012.
332. ↑  Valpy, Michael. Scholars scurry to find implications of royal wedding //  The Globe and Mail.   Toronto, 2 ноември 2005.  Архивиран от оригинала на 27 юли 2020. Посетен на 22 септември 2022.
333. ↑  Possible bar to wedding uncovered //  BBC News.   14 февруари 2005.  Архивиран от оригинала на 12 юли 2012. Посетен на 22 септември 2022.
334. ↑  Panorama Lawful impediment? //  BBC News.   14 февруари 2005.  Архивиран от оригинала на 29 September 2009. Посетен на 22 септември 2022.
335. ↑  The Secretary of State for Constitutional Affairs and Lord Chancellor (Lord Falconer of Thoroton). Royal Marriage; Lords Hansard Written Statements 24 Feb 2005 : Column WS87 (50224-51) //   Publications.parliament.uk.  Архивиран от оригинала на 2 април 2015. Посетен на 12 октомври 2008. The Government are satisfied that it is lawful for the Prince of Wales and Mrs Parker Bowles, like anyone else, to marry by a civil ceremony in accordance with Part III of the Marriage Act 1949. ¶ Civil marriages were introduced in England, by the Marriage Act 1836. Section 45 said that the Act ... shall not extend to the marriage of any of the Royal Family". ¶ But the provisions on civil marriage in the 1836 Act were repealed by the Marriage Act 1949. All remaining parts of the 1836 Act, including Section 45, were repealed by the Registration Service Act 1953. No part of the 1836 Act, therefore, remains on the statute book.
336. ↑  Prince Charles, Camilla change wedding plans Архив на оригинала от 2012-06-24 в Wayback Machine.. // Chicago Tribune. 18 февруари 2005. Посетен на 3 март 2012.
337. ↑  Pope funeral delays royal wedding //  BBC News.   4 април 2005.  Архивиран от оригинала на 20 октомври 2013. Посетен на 22 септември 2022.
338. ↑  Q&A: Queen's wedding decision //  BBC News.   23 февруари 2005.  Архивиран от оригинала на 11 януари 2009. Посетен на 22 септември 2022.
339. ↑  Charles And Camilla Finally Wed, After 30 Years Of Waiting, Prince Charles Weds His True Love //  CBS News.   9 април 2005.  Архивиран от оригинала на 12 ноември 2010. Посетен на 12 октомври 2008.
340. ↑  Oliver, Mark. Charles and Camilla wed //  The Guardian.   9 април 2005.  Архивиран от оригинала на 22 август 2013. Посетен на 22 август 2013.
341. ↑  Prince Charles stops playing polo //  BBC News.   17 ноември 2005.  Архивиран от оригинала на 30 ноември 2008. Посетен на 22 септември 2022.
342. ↑  Prince Charles taken to hospital after fall from horse //  The San Diego Union-Tribune.   4 март 2001. Посетен на 22 септември 2022.
343. ↑  Prince Charles Breaks Arm in Fall from Horse //  Associated Press News.   28 юни 1990. Посетен на 22 септември 2022.
344. ↑  Prince Charles to have arm surgery //  UPI.   29 август 1990. Посетен на 22 септември 2022.
345. ↑  Prince Charles takes sons hunting //  BBC News.   30 октомври 1999.  Архивиран от оригинала на 26 юли 2008. Посетен на 22 септември 2022.
346. ↑  Jeremy Watson. Prince: I'll leave Britain over fox hunt ban //  Scotland on Sunday.   22 септември 2002.  Архивиран от оригинала на 13 юли 2012. Посетен на 22 септември 2022.
347. ↑  A Celebration of Salmon Rivers: The World's Finest Atlantic Salmon Rivers. Edited by John B. Ashton & Adrian Latimer. Stackpole Books, 2007. с. 7.
348. ↑  Prince of Wales supports Burnley football club //  The Daily Telegraph.   15 февруари 2012.  Архивиран от оригинала на 6 април 2012. Посетен на 22 септември 2022.
349. 1 2  Performing Arts //   Prince of Wales official website.  Архивиран от оригинала на 21 юни 2012. Посетен на 17 юни 2012.
350. ↑  Hallemann, Caroline. Vintage Photos of Prince Charles at Cambridge Prove Meghan Markle Isn't the Only Actor in the Royal Family //  Town & Country.   5 ноември 2019. Посетен на 22 септември 2022.
351. ↑  A star-studded comedy gala to celebrate The Prince of Wales's 60th birthday is announced //   The Prince of Wales.  Архивиран от оригинала на 18 април 2012. Посетен на 29 септември 2012.
352. ↑  Douglas-Fairhurst, Robert. What The Magic Circle Pulled Out of the Hat //  The Daily Telegraph.   29 декември 2007.  Архивиран от оригинала на 11 май 2010. Посетен на 22 септември 2022.
353. ↑  The Prince of Wales visits the BFI Southbank //   Prince of Wales official website, 6 декември 2018. Посетен на 22 септември 2022.
354. 1 2 3 4 5 6 7  Holland, Oscar. Prince Charles exhibits dozens of his watercolors, saying painting 'refreshes the soul' //  CNN.   12 януари 2022. Посетен на 22 септември 2022.
355. 1 2  Prince Charles wins art award //  BBC News.   12 декември 2001.  Архивиран от оригинала на 28 септември 2013. Посетен на 22 септември 2022.
356. 1 2  The Royal Academy Development Trust //  Royal Academy.    Архивиран от оригинала на 21 март 2019. Посетен на 25 януари 2019.
357. ↑  Prince Charles honoured for arts work //   WalesOnline, 23 ноември 2011.  Архивиран от оригинала на 28 септември 2013. Посетен на 22 септември 2022.
358. ↑  Elizabeth Perlman, "To Be Or Not To Be: Prince Charles Takes to the Stage", Newsweek, 25 април 2016 Архив на оригинала от 2016-05-30 в Wayback Machine.. Посетено на 22 септември 2022.
359. ↑  Coughlan, Sean. Prince Charles commissions Holocaust survivor portraits //  BBC.   11 януари 2022. Посетен на 22 септември 2022.
360. ↑  HRH the Prince of Wales : A Vision of Britain //   BFI.  Архивиран от оригинала на 2011-09-10. Посетен на 1 май 2012.
361. ↑  Harmony Movie Website //   The Harmony Movie. Посетен на 1 май 2012.
362. ↑  The Prince and the Composer, BBC Four.
363. ↑  Modern TV: The Princes Welsh Village //    Архивиран от оригинала на 2013-12-03. Посетен на 2022-09-11.
364. ↑  Bartlett, Mike. King Charles III //   www.almeida.co.uk, април 2014.  Архивиран от оригинала на 5 автлгуст 2014. Посетен на 27 юли 2014.
365. ↑  Davies, Caroline. Prince Charles: 'Me, meddle as a king? I'm not that stupid' //  The Guardian.   7 ноември 2018. Посетен на 22 септември 2022.
366. ↑  The Man who will be King //   The Milwaukee Journal, 1 октомври 1979.  Архивиран от оригинала на 23 април 2016. Посетен на 30 юли 2014.
367. ↑  Patrick Jephson: Prince Charles Was Unable to Reconcile with Princess Diana's Extraordinary Popularity //  The Independent.    Архивиран от оригинала на 21 февруари 2017. Посетен на 2 февруари 2017.
368. ↑  Diana letter 'warned of car plot' //   CNN, 20 октомври 2003. Посетен на 14 април 2019.
369. ↑  Eleftheriou-Smith, Loulla-Mae. Princess Diana letter claims Prince Charles was 'planning an accident' in her car just 10 months before fatal crash //  The Independent.   30 август 2017. Посетен на 14 април 2019.
370. ↑  Rayner, Gordon. Princess Diana letter: 'Charles plans to kill me' //    Архивиран от оригинала на 10 януари 2022. Посетен на 28 ноември 2020.
371. ↑  Badshah, Nadeem. Police interviewed Prince Charles over 'plot to kill Diana' //  The Guardian.   19 юни 2021. Посетен на 22 септември 2022.
372. ↑  Higham, Nick. Analysis: The Royal Family's history of legal action //  BBC.   14 септември 2012. Посетен на 22 септември 2022.
373. ↑  Duffy, Jonathan. The rise of the meritocracy //  BBC News.   23 ноември 2004.  Архивиран от оригинала на 16 април 2009. Посетен на 22 септември 2022.
374. ↑  Quinn, Ben. Prince of Wales charity launches inquiry into 'cash for access' claims //  The Guardian.   29 август 2021. Посетен на 22 септември 2022.
375. ↑  Holden, Michael. UK Prince Charles's right-hand man quits charity role after honours report //  Reuters.   12 ноември 2021. Посетен на 22 септември 2021.
376. ↑  Prince Charles's aide steps down following claims he offered to help secure an honour for rich Saudi donor //  Sky News.   5 септември 2021. Посетен на 22 септември 2022.
377. ↑  A thank-you letter and gift from Prince Charles for the Saudi billionaire in 'cash for honours' CBE scandal //  The Times.   11 декември 2021. Посетен на 22 септември 2022.
378. ↑  Prince Charles aides fixed CBE for Saudi tycoon who gave £1.5m //  The Times.   4 септември 2021. Посетен на 22 септември 2022.
379. ↑  Foster, Max. Former aide to Prince Charles steps down over cash-for-honors scandal //  CNN.   7 септември 2021. Посетен на 22 септември 2022.
380. ↑  Ricketts, Andy. Former Prince's Foundation chief 'co-ordinated with fixers' over honours for donor, probe finds //  Third Sector.   3 декември 2021. Посетен на 22 септември 2022.
381. ↑  Butler, Patrick. Inquiry into foundation linked to Prince of Wales launched //  The Guardian.   19 ноември 2021. Посетен на 22 септември 2022.
382. ↑  The UK's kleptocracy problem: How servicing post-Soviet elites weakens the rule of law //  Russia and Eurasia Programme.    Архивиран от оригинала на 18 януари 2022. Посетен на 20 януари 2022.
383. ↑  The Russian banker, the royal fixers and a £500,000 riddle //  The Times.   Посетен на 22 септември 2022.
384. ↑  Scottish watchdog looks into Russian donation to Prince Charles charity //  The Guardian.   13 септември 2021. Посетен на 22 септември 2022.
385. ↑  Grierson, Jamie. Prince Charles 'cash-for-honours' scandal grows with fresh allegations //  The Guardian.   19 септември 2021. Посетен на 22 септември 2022.
386. ↑  Prince's Foundation chairman Douglas Connell quits over claims charity accepted six-figure sum from Russian donor //  Sky News.   15 септември 2021. Посетен на 22 септември 2022.
387. ↑  Breaking: Met Police investigate cash-for-honours allegations against Prince Charles' charity //  City A.M.    Архивиран от оригинала на 16 февруари 2022. Посетен на 16 февруари 2022.
388. ↑  O'Connor, Mary. Police to investigate Prince Charles' charity //  BBC.    Архивиран от оригинала на 16 февруари 2022. Посетен на 17 февруари 2022.
389. 1 2 3  Pogrund, Gabriel. Prince Charles accepted €1m cash in suitcase from sheikh //  The Times.   25 юни 2022. Посетен на 22 септември 2022.
390. 1 2  Connett, David. Prince Charles is said to have been given €3m in Qatari cash //  The Guardian.   25 юни 2022. Посетен на 22 септември 2022.
391. ↑  Prince Charles: Charity watchdog reviewing information over reports royal accepted carrier bag full of cash as a charity donation from Qatar ex-PM //  Sky News.   27 юни 2022. Посетен на 22 септември 2022.
392. ↑  Coughlan, Sean. Prince Charles: No inquiry into £2.5m cash donation to his charity //  BBC.   20 юли 2022. Посетен на 22 септември 2022.
393. ↑  Pogrund, Gabriel. Prince Charles accepted £1m from family of Osama bin Laden //  The Times.   30 юли 2022. Посетен на 22 септември 2022.
394. ↑  Prince Charles dined with Bin Laden's brother //  The Guardian.   13 октомври 2001. Посетен на 22 септември 2022.
395. ↑  Furness, Hannah. Prince Charles's charity won't be investigated for accepting bin Laden family £1m donation //  The Telegraph.   1 август 2022. Посетен на 22 септември 2022.
396. ↑  Williams, Rhys. 'Hunky' Prince is exposed to public gaze //  The Independent.   7 септември 1994. Посетен на 22 септември 2022.
397. ↑  German Tabloid Publishes Photo of Nude Prince Charles //  Los Angeles Times.   8 септември 1994. Посетен на 22 септември 2022.
398. 1 2 3  Woods, Audrey. Prince Charles Addresses Editors //   AP News Archive.  Архивиран от оригинала на 18 септември 2012. Посетен на 17 юни 2012.
399. ↑  Transcript: Princes' comments //  BBC News.   31 март 2005.  Архивиран от оригинала на 12 януари 2009. Посетен на 22 септември 2022.
400. 1 2  Charles 'adopted dissident role' //  BBC News.   21 февруари 2006.  Архивиран от оригинала на 2 декември 2010. Посетен на 22 септември 2022.
401. ↑  Dimbleby, Jonathan. Prince Charles: Ready for active service //  The Times.   UK, 16 ноември 2008.  Архивиран от оригинала на 22 юни 2018. Посетен на 22 септември 2022.
402. 1 2  Burrell, Ian. The 15-page contract that reveals how Charles tries to control the media //  The Independent.   2 декември 2015. Посетен на 22 септември 2022.
403. ↑  Prince stars in live soap //  BBC News.   8 декември 2000.  Архивиран от оригинала на 11 януари 2009. Посетен на 22 септември 2022.
404. ↑  Bro'Town Goes Global //   Yahoo.  Архивиран от оригинала на 2014-05-01. Посетен на 1 май 2014.
405. ↑  Smith, Dave. Prince Charles, The Weather Man: Watch His On-Air Debut For BBC Scotland VIDEO //  IB Times.   10 май 2012.  Архивиран от оригинала на 2 май 2014. Посетен на 1 май 2014.
406. ↑  Lowri Williams, "Ant and Dec to Interview Prince Charles, William and Harry", on Entertainmentwise, 24 март 2006. Архивирано от оригинала на 9 юни 2013.
407. ↑  Prince Charles reflects on 40 years of The Prince's Trust //  BBC News.   3 януари 2016.  Архивиран от оригинала на 22 март 2016. Посетен на 22 септември 2022.
408. ↑  Prince Charles: The Royal Restoration //  What's on TV.   29 май 2012.  Архивиран от оригинала на 23 ноември 2012. Посетен на 17 юни 2012.
409. ↑  Prince Charles reads weather on BBC Scotland: 'Thank God it isn't a bank holiday!' //  The Guardian.   10 май 2012. Посетен на 22 септември 2022.
410. ↑  Ian Burrell. Prince Charles: The 15-page contract that reveals how the Prince of Wales tries to control the media //  The Independent.   2 декември 2015.  Архивиран от оригинала на 1 април 2021. Посетен на 22 септември 2022.
411. ↑  Clarence House //   /www.royal.gov.uk.  Архивиран от оригинала на 13 юни 2013. Посетен на 1 май 2014.
412. ↑  Prince Charles moves into Clarence House //   BBC News, 2 август 2003. Посетен на 22 септември 2022.
413. ↑  "Living off the State: A Critical Guide to UK Royal Finance" Jon Temple, 2nd Edition, 2012
414. ↑  The Prince of Wales – Welsh property for The Duchy of Cornwall //   Prince of Wales.  Архивиран от оригинала на 9 август 2012. Посетен на 2 октомври 2012.
415. ↑  Objection to prince's house plan //  BBC News.   7 юни 2007.  Архивиран от оригинала на 12 януари 2009. Посетен на 22 септември 2022.
416. ↑  "The Prince of Wales and The Duchess of Cornwall inhabit Llwynywermod for first time". Clarence House. 23 June 2008. Архивирано от оригинала на 9 август 2012. Посетено на 2 октомври 2012.
417. ↑  Royal Residences //   princeofwales.gov.uk.  Архивиран от оригинала на 1 април 2020. Посетен на 28 март 2020.
418. ↑  Birkhall //   The Prince of Wales.  Архивиран от оригинала на 12 януари 2012. Посетен на 2 февруари 2012.
419. ↑  Royal retreat for grieving prince //  BBC News.   10 април 2002.  Архивиран от оригинала на 14 май 2004. Посетен на 7 февруари 2012.
420. ↑  Riley-Smith, Ben. Queen facing million-pound black hole in estate finances after Brexit //  The Telegraph.   22 октомври 2016.  Архивиран от оригинала на 15 юни 2020. Посетен на 22 септември 2022.
421. ↑  Sovereign Grant Act 2011: guidance //   www.gov.uk. Посетен на 22 септември 2022.
422. ↑  Booth, Robert. Prince Charles's £700m estate accused of tax avoidance //  The Guardian.   14 декември 2012.  Архивиран от оригинала на 12 ноември 2013. Посетен на 18 април 2013.
423. ↑  Prince Charles's estate made big profit on stake in friend's offshore firm //  The Guardian.   7 ноември 2017.  Архивиран от оригинала на 7 ноември 2017.
424. ↑  Titles and heraldry //   Посетен на 22 септември 2022. (на английски)
425. ↑  The London Gazette, Issue 38452, Page 5889
426. ↑  Greeting a member of The Royal Family, Royal Household, 15 януари 2016, посетен на 11 септември 2022 г.
427. ↑  The Prince of Wales visits the Royal Gurkha Rifles and Knole House //   Prince of Wales.  Архивиран от оригинала на 2 май 2014. Посетен на 1 май 2014.
428. ↑  The Queen Appoints the Prince of Wales to Honorary Five-Star rank //   The Prince of Wales website. Посетен на 27 юни 2012.
429. ↑  Prince Charles awarded highest rank in all three armed forces //  The Telegraph.   16 юни 2012. Посетен на 22 септември 2022.
430. ↑  "No. 60350". The London Gazette. 7 декември 2012. с. 23557.
431. ↑  Coats of arms //   The Royal Household. Посетен на 22 септември 2022.
432. ↑  Brooke-Little, J. P. Boutell's Heraldry. Revised.   London, Frederick Warne LTD, 1978, [1950]. ISBN 0-7232-2096-4. с. 205–222.
433. ↑  Morana, Martin (September 2011). Bejn kliem u storja: glossarju enċiklopediku dwar tradizzjonijiet – toponimi – termini storiċi Maltin (на малтийски). Malta: Best Print. с. 59.
434. ↑  Kearsley, George (1799). Kearsley's Complete Peerage, of England, Scotland, and Ireland. p. xxiii. Посетен на 11 септември 2022 .
435. ↑  Mary Ellen Snodgrass (2003). Coins and Currency: An Historical Encyclopedia. p. 227.
436. ↑  Foreign Service Journal (Pg 24) by American Foreign Service Association (1974)
437. ↑  Edward Coke (1671). The Fourth part of the Institutes of Laws of England: Concerning the Jurisdiction of Courts. Посетен на 25 април 2009 г. The ancient Motto of the King of England is, God and my right (intelligitur) shall me defend
438. 1 2 3 4  Standards //   Prince of Wales.  Архивиран от оригинала на 7 юни 2016. Посетен на 31 August 2016.
439. ↑  The Prince of Wales //  Public Register of Arms, Flags and Badges.   Office of the Governor General of Canada: Canadian Heraldic Authority.  Архивиран от оригинала на 4 март 2016. Посетен на 4 January 2016.
440. ↑  Williams, Nino. The uncomfortable truth about the three feathers symbol embraced by Wales //  WalesOnline.   Посетен на 2022-08-12. (на английски)
441. ↑  лявата емблема е Емблемата на Уелс, On a mount vert a dragon passant gules differenced by a label of three points argent (Montague-Smith, P.W. (ed.), Debrett's Peerage, Baronetage, Knightage and Companionage, Kelly's Directories Ltd, Kingston-upon-Thames, 1968, с. 24)
442. ↑  Williams, Nino. The uncomfortable truth about the three feathers symbol embraced by Wales //  WalesOnline.   Посетен на 2022-08-12. (на английски)
443. ↑  National Emblems //  Wales.com.   Welsh Assembly Government. Посетен на 1 December 2010.
444. ↑  Curry, Ian. The Prince of Wales’s feathers – Almost History //    Архивиран от оригинала на 2022-05-17. Посетен на 2022-05-22. (на американски английски)